# 太古城中心

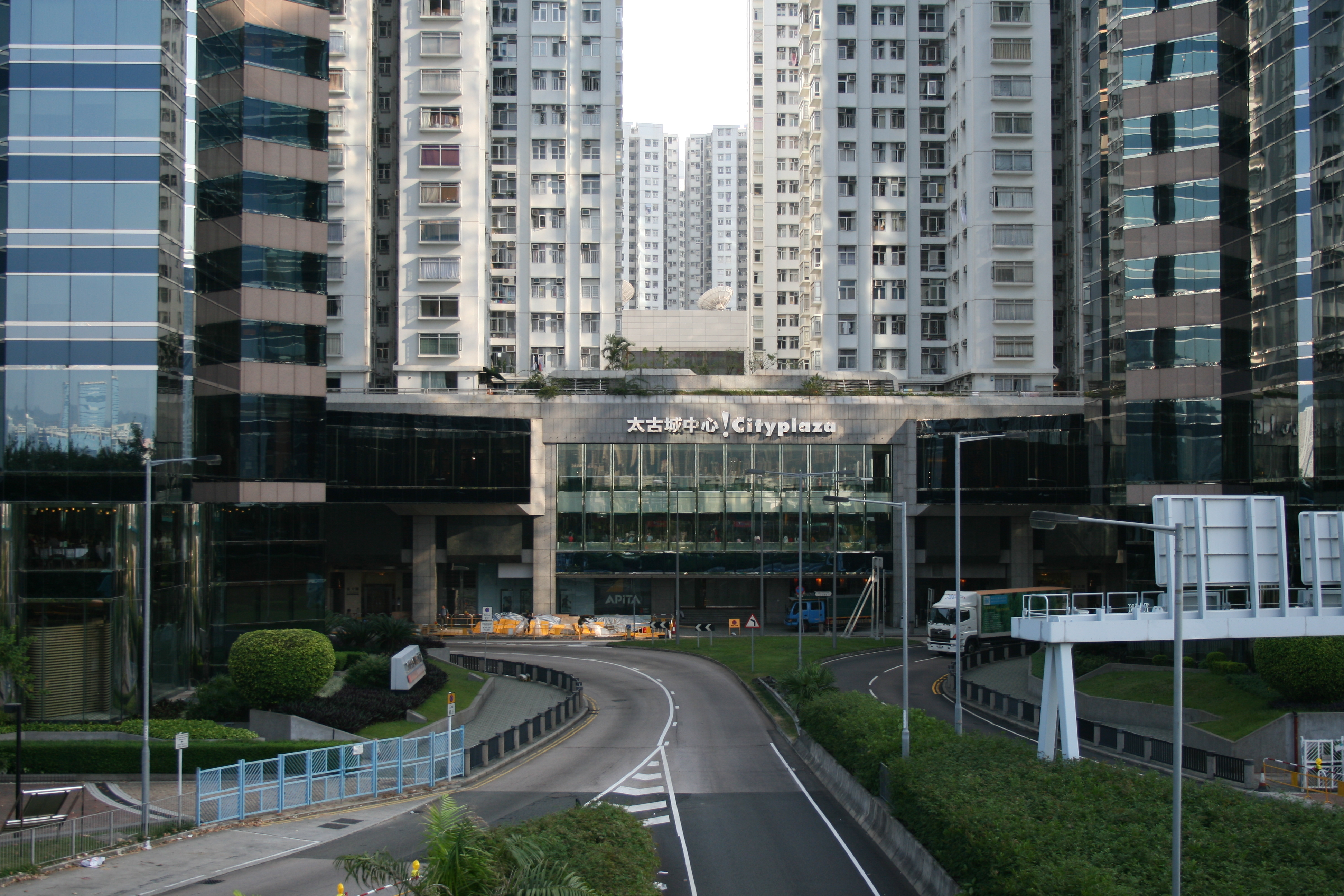
太古城中心第二期外觀

1982年時太古城中心一期中庭，外牆以木作主調，並設溜冰場。直到1987年，太古城中心第二期落成。為了統一整個商場設計，因此太古地產首次翻新太古城中心第一期

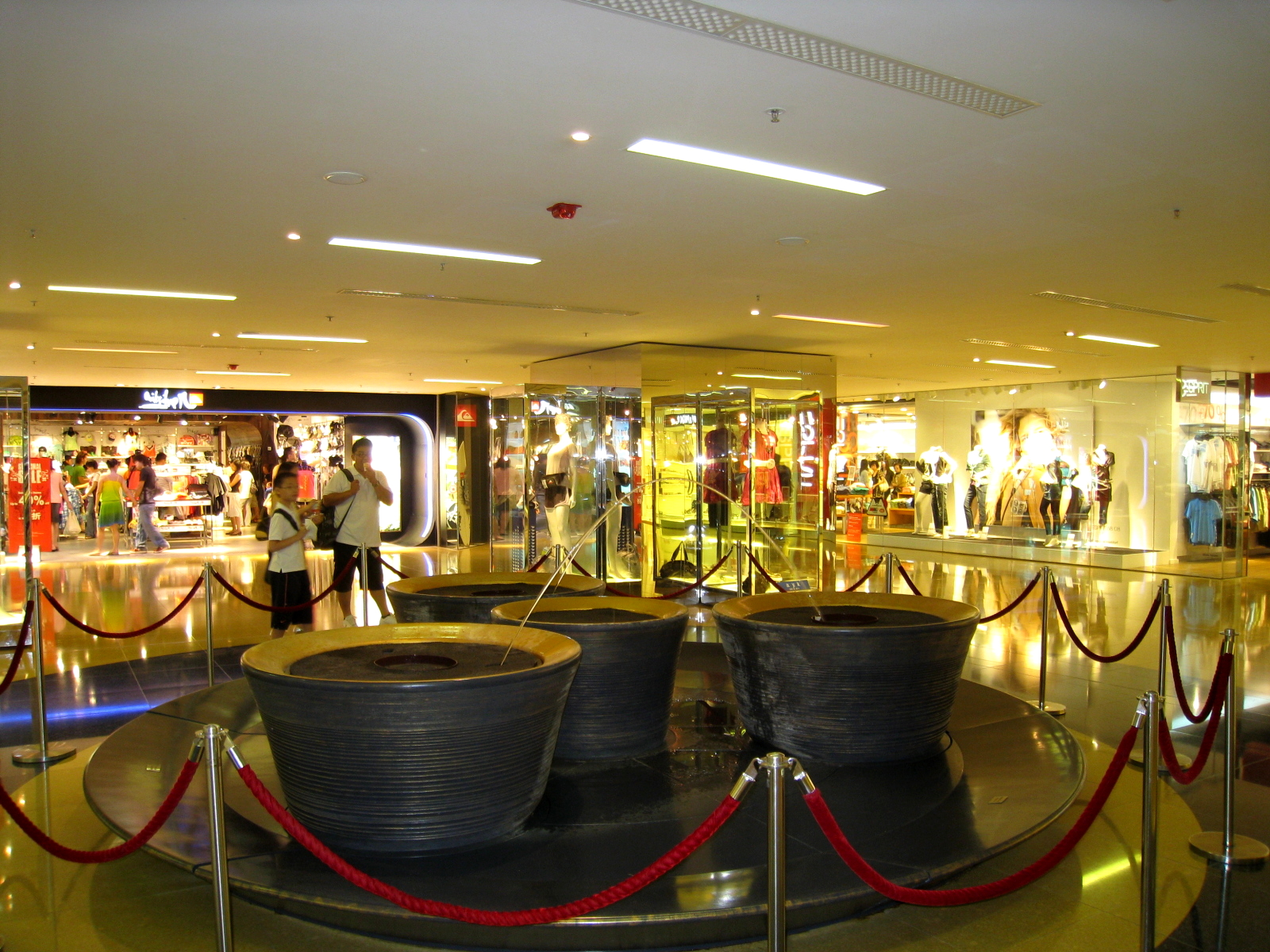
太古城中心一期商場內的跳躍噴泉，於2013年尾拆卸，曾經用作施華洛世奇臨時鋪位，現址為agnès b

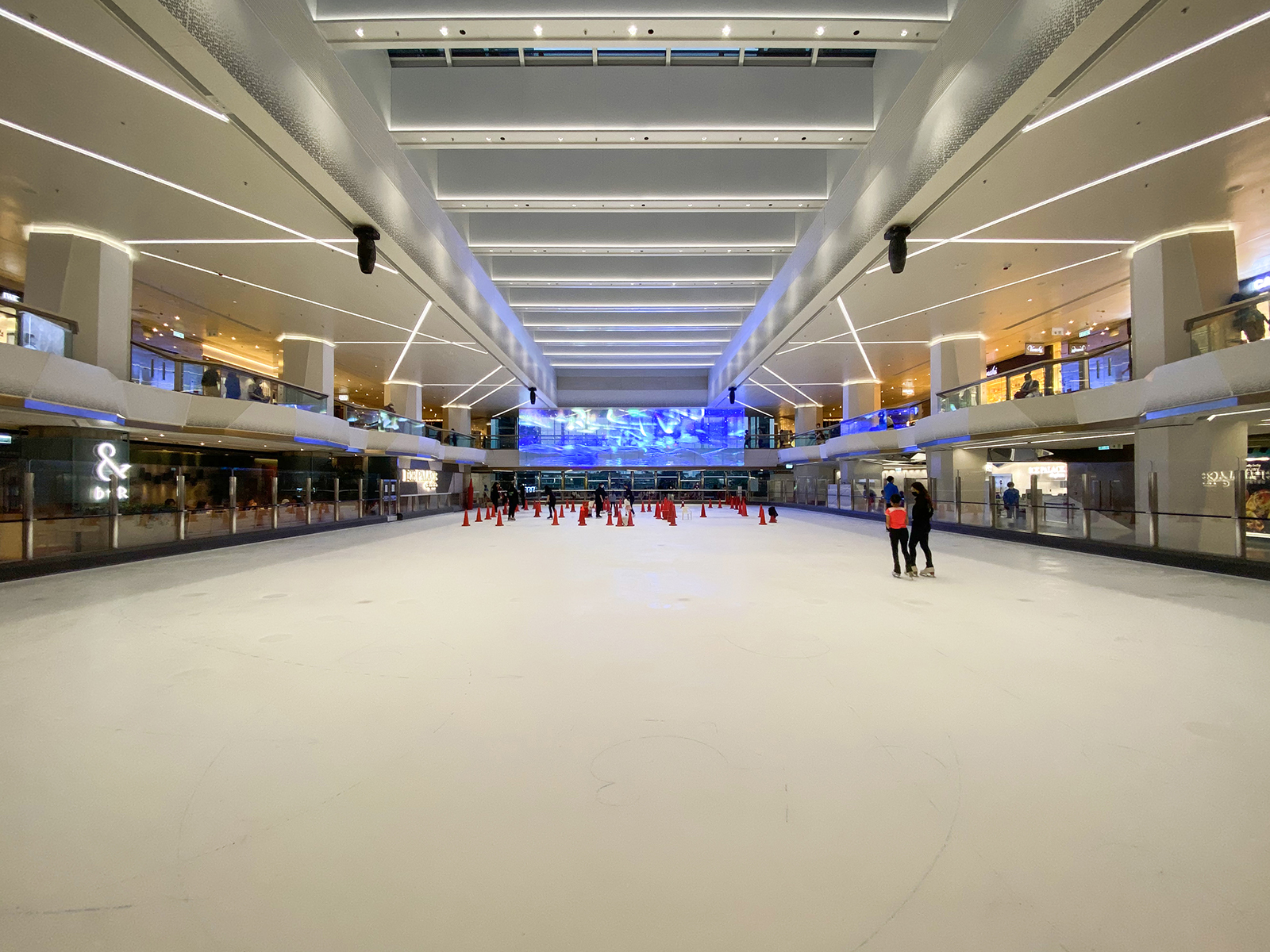
太古城中心溜冰場名為「冰上皇宮」，在2020年完成翻新

太古城中心（英語：Cityplaza），位於香港島東區鰂魚涌太古城，由王董建築師事務設計，是港島區規模最大的購物中心之一，座落港鐵太古站上蓋，匯聚多家商戶、食肆、戲院及室內溜冰場，當中包括APITA、馬莎、無印良品、誠品生活、DECATHLON、IKEA、LOG-ON、UNIQLO、GU等，後來與太古城一樣成為港島東的其中一部份。
太古城中心共有四期，設有辦公大廈及商場。太古城中心一期早在1982年落成，但曾經在1987年、1993年至2000年期間進行重建及翻新工程。第二期商場亦在1987年落成，面向維多利亞港的第三及四期辦公大廈（已出售）則在1992年至1993年落成。

## 歷史

### 第一期
太古城中心於1982年落成，由於開放初期沒有地鐵，故於1984年東區走廊第一期通車後，便要租用雙層巴士提供免費穿梭巴士至地鐵港島綫首期在1985年上半年通車為止，開始有更多外來的人流。
1987年，太古城中心第二期落成。為了統一整個商場設計，因此太古地產首次翻新太古城中心第一期，包括中庭將原本以木為材料的外牆在外圍新建了白色不銹鋼外牆，並裝設不同樣式的霓虹燈；原本木造的欄河也在外圍新建了不銹鋼外殼及更換指示牌和地台，並且把溜冰場拆卸。拆卸前，溜冰場曾經用作香港電影《最佳拍檔之千里救差婆》的拍攝場地。
到了1993年10月，太古地產宣布，太古城中心第一期的六層高商場、嘉華及嘉年戲院及保齡球場，將全部拆卸，重建完成後共有6層零售樓面共25萬平方呎，另加一幢27層高辦公大樓，樓面面積63萬平方呎。 有關消息公佈後，太古城的住客，特別是高山台其中三座的居民感到強烈不滿，認為施工期間塵土飛揚，會造成極大污染，更令居民擔憂的是，將來商廈落成後，人流增加，會引致品流複雜，影響居住環境。不過東翼如常在1994年4月拆卸，於1997年才重新開放。
2013年12月，第一期商場展開租戶重租及翻新工程，其中洗手間已完成翻新。商場二樓安裝新款式假天花及外牆。到2016年12月完成翻新3樓前大食代位置。
2016年12月，太古地產宣布自2000年開業的UA戲院於2017年2月底遷出，並由百老匯全新概念戲院MOViE MOViE取代。MOViE MOViE Cityplaza於2017年底開幕，提供6間闊劇院式設計的影廳，包括「MOViEMAXX」及VIP放映院「MM Moments」。知名日本料理工作室 ABCCooking Studio 亦於太古城中心開設其全港最大的料理教室。

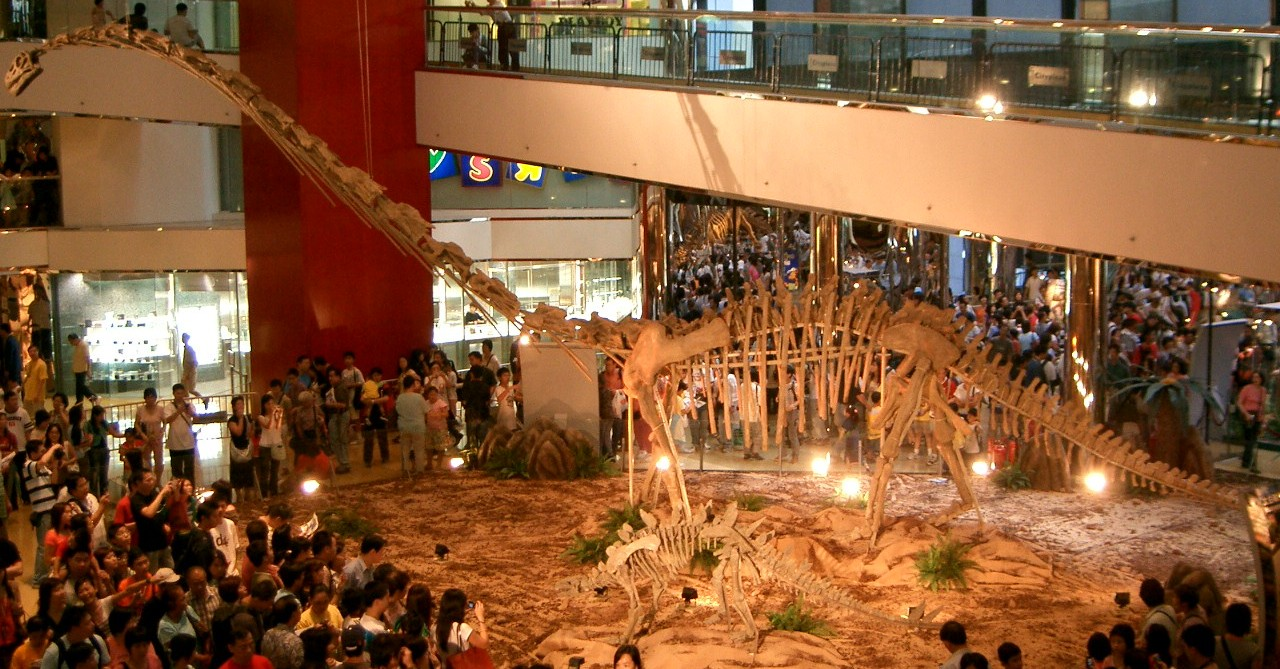
太古城中心於2005年舉辦的恐龍化石展
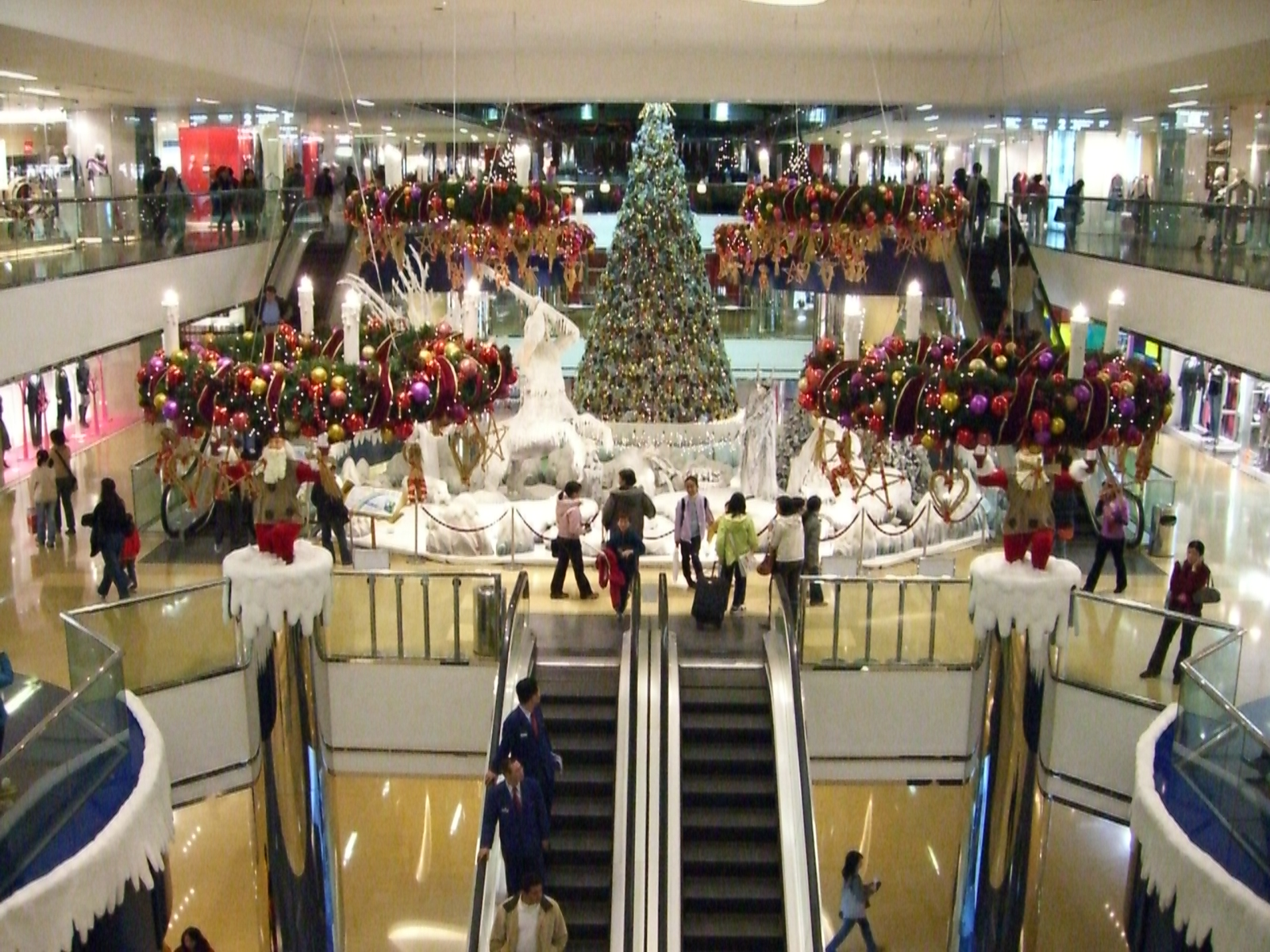
聖誕節裝飾（2005年）
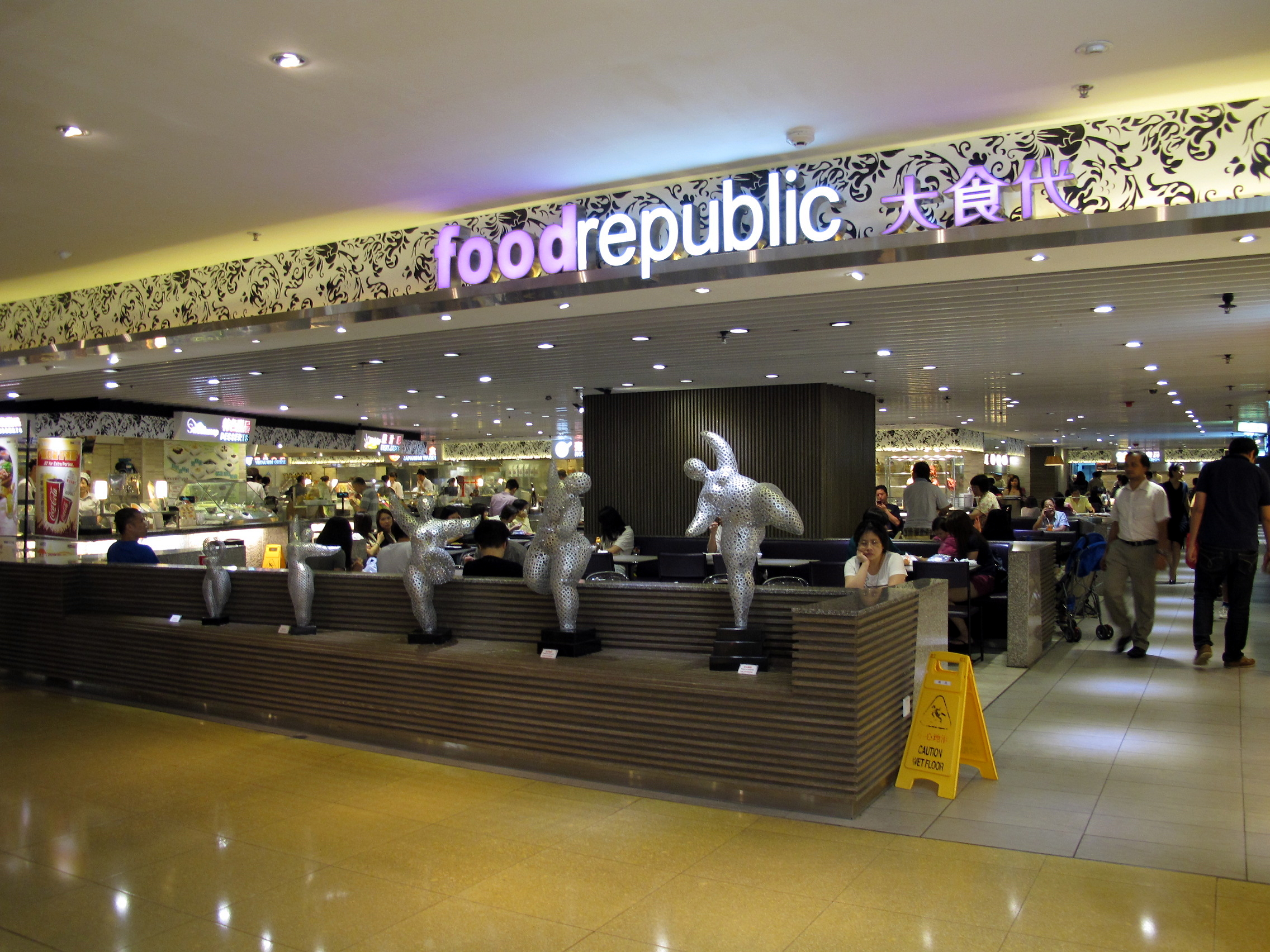
第一期3樓大食代美食廣場於2005年至2016年營業
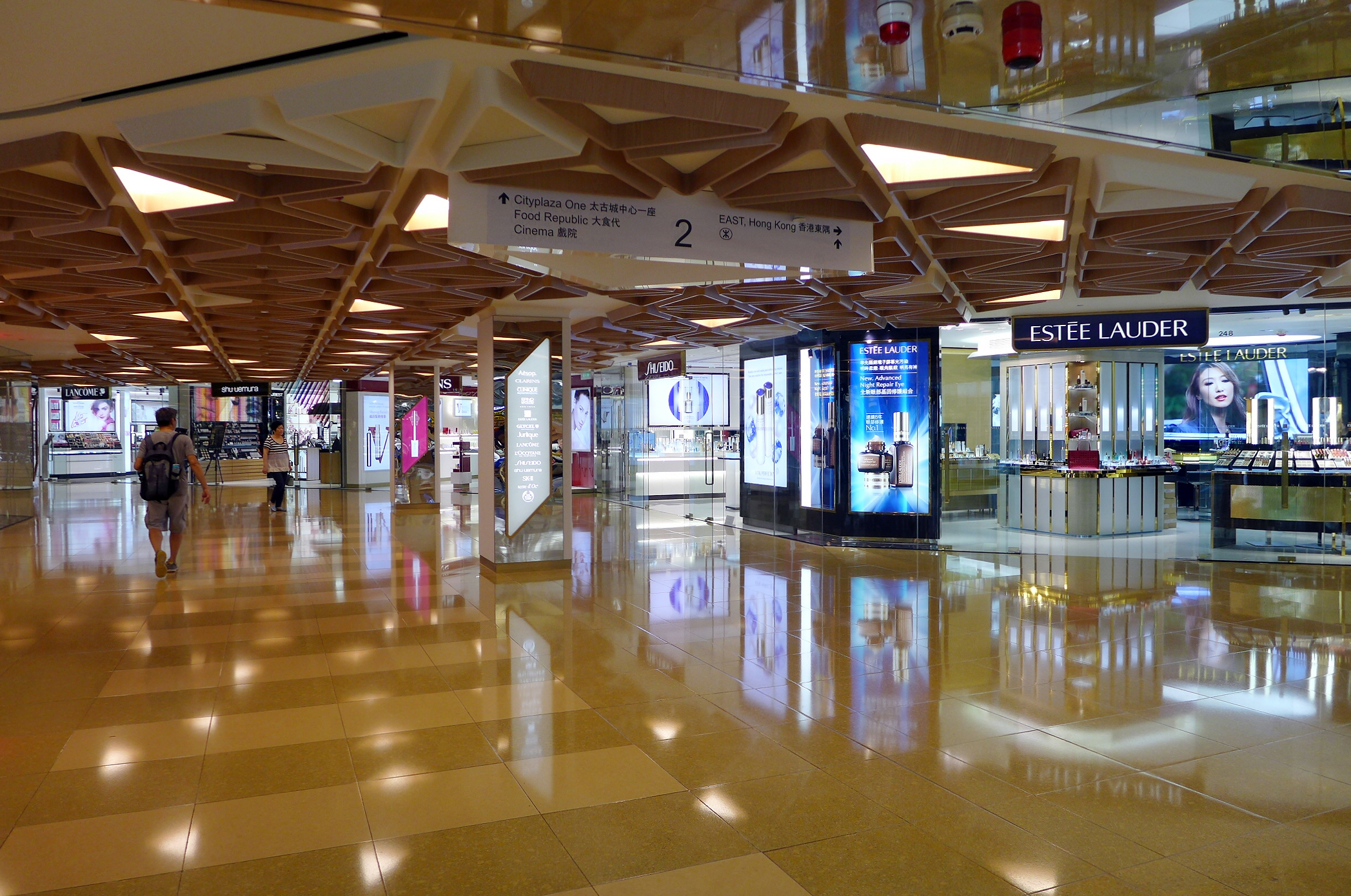
2014年，第一期商場進行翻新工程，新租戶以化妝品為主

### 第二期
太古城中心第二期於1987年才正式落成。於二樓西南面（現大家樂對出），曾經有一個「中庭」，可以看到一樓歡樂天地的小型過山車，為全港首個商場內過山車，但是於1990年代結業前已經被填平。第二期中間的中庭曾經有一堆大型霓紅燈廣告牌，然而這堆廣告牌多年來都沒有更新，故有不少過期的廣告內容。它們已經於1998年的翻新時被拆除。霓紅燈廣告牌下也設有一個海豚雕塑噴泉，但已經於2008年被拆除。
快餐廣場最初是在第二期商場溜冰場旁，較著名的食店有沛城小廚、犀飛利香腸店、Oliver Super Sandwiches、Burger King，以及後來有大快活及馬里奧，1997年馬里奧易主，但太古城分店卻仍由大快活擁有，直至快餐廣場於2001年關閉為止。
第二期的快餐廣場在第一期新翼的新美食廣場啟用後並未有即時關閉，反而同時存在了大約半年至一年，當年第二期美食廣場旁有肯德基，新美食廣場也同時有一間肯德基，這兩間肯德基也同時存在數個月。
真正由舊快餐廣場過檔至新美食廣場的食店，只有三間：包括沛城小廚、利華超級三文治及肯德基。
2014年1月，第二期商場2樓局部範圍進行翻新工程，由本地室內設計公司OPENUU負責。其中APiTA百貨1樓及2樓時裝飾品及玩具部範圍於農曆新年後分階段暫時關閉，進行重組租戶組合工程，1樓轉成馬莎百貨；2樓轉成約9500平方呎的LOG-ON及LOG-ON Café以至童裝店。超市部份則不受工程影響。 美心皇宮舊址於2016年12月開設TREATS美食廣場，內設10間不同風味食肆，當中一個舖位為「限定店」，2至3個月更換一次。
2020年初，溜冰場「冰上皇宮」進行翻新工程而一度封閉。到同年8月底翻新完成。改為以白色為主調，並增設巨型LED顯示屏。

## 辦公大廈
太古城中心設有三幢由太古地產發展的甲級辦公大廈（第一座、第三座及第四座），全部已出售給基滙資本和恒力隆投資合共套現248.45億港元。
2014年2月28日，太古地產與香港特別行政區政府（由財政司司長法團為代表）簽訂協議，以5.37億元現金及太古灣道14號太古城中心3期10層，總樓面約20.5萬平方呎，交換特區政府持有的康和大廈7至14樓、1樓A室，和1樓F1及F2號上落貨車位合共8層樓面，相當於約18.7萬平方呎，用以將康和大廈重建。
2018年6月15日，太古地產以150億港元向內地地產商陳長偉名下恒力隆投資出售太古灣道14號太古城中心第三期餘下樓面及太古灣道12號第四期全幢業權。
2018年10月基滙資本以76億港元作價向恒力隆投資購入太古城中心三座（太古灣道12號前身）及四座（太古灣道14號前身）48％業權，以出售樓面38萬平方呎計算平均呎價二萬餘元。
2020年10月28日，太古地產早上停牌，到中午12時許發出聯合公告，證實正商討出售太古城中心一期（英皇道1111號前身）。市場消息指買家為房地產私募基金管理公司基滙資本，涉資約100億元。到同年11月9日，基匯資本旗下Rocha Land Limited宣佈，太古落實以98.45億港元（12.698億美元）售出太古城中心1座，買方為公司旗下管理基金及Schroder Pamfleet在內的財團。

### 主要租戶及用戶

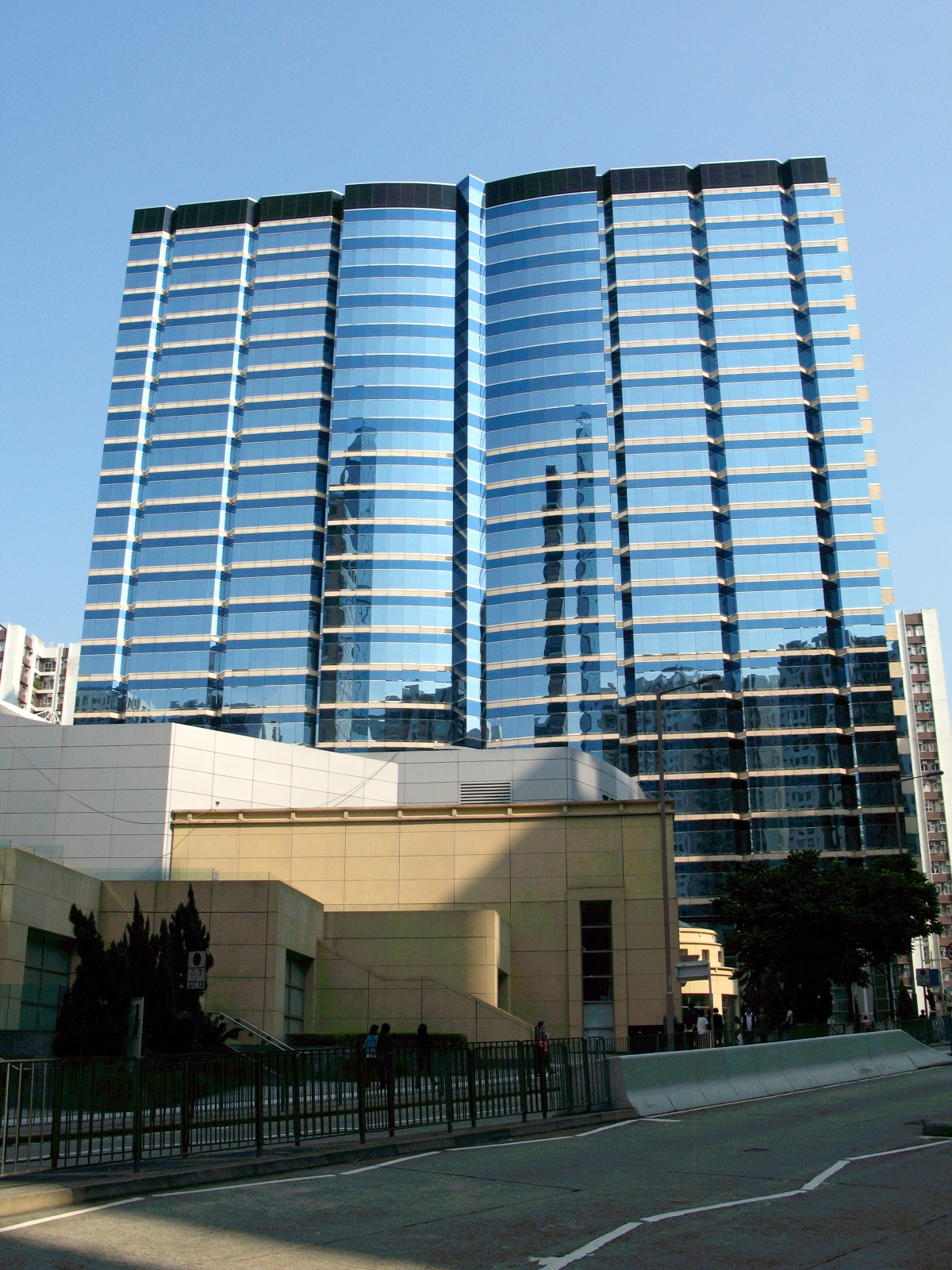
英皇道1111號

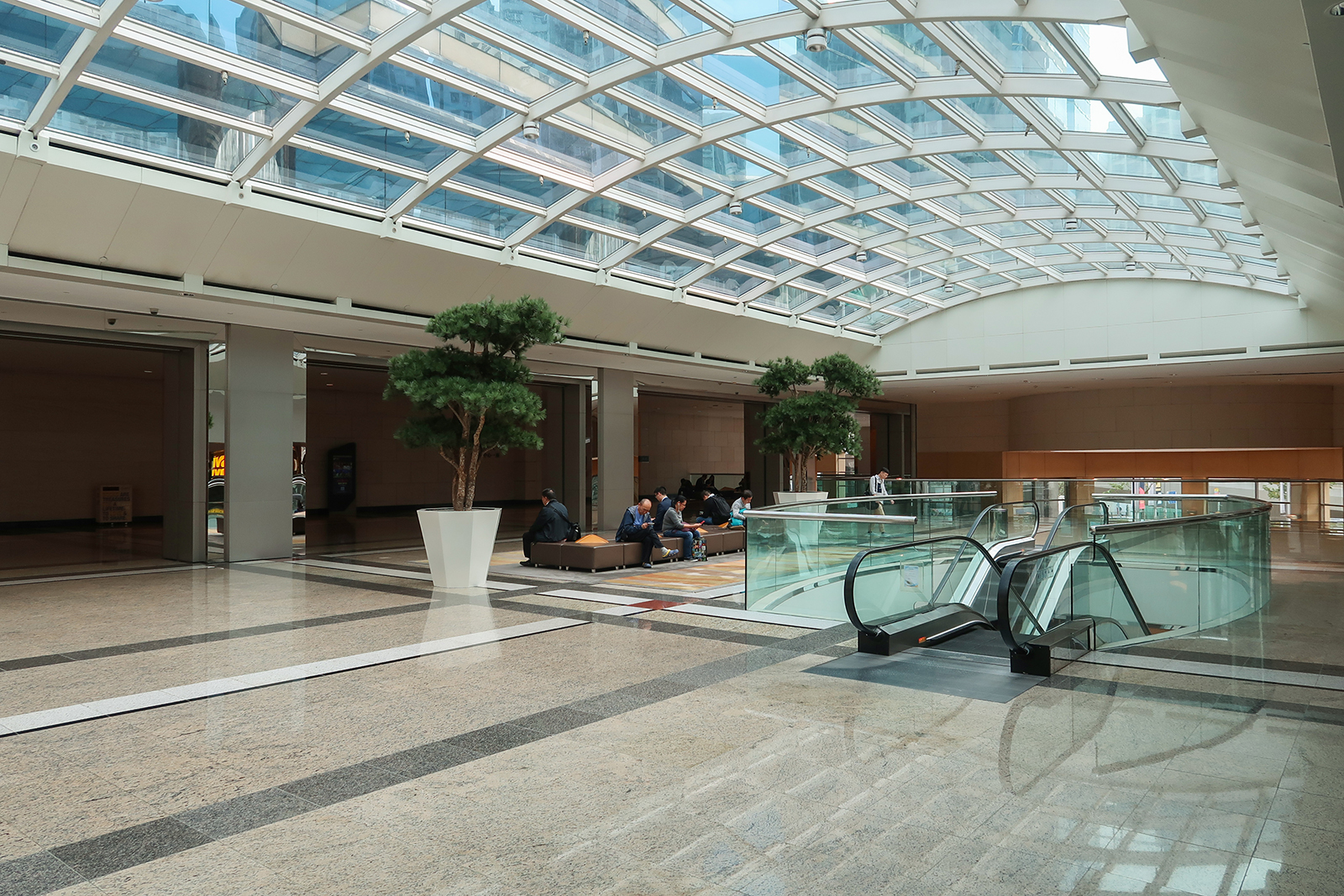
英皇道1111號6樓大堂

#### 英皇道1111號（前稱太古城中心一座，已非太古地產物業）
- 23/F：利樂包裝 （部份2313、2314-15室）
- 22/F全層：AT&T Global Network Services Hong Kong Ltd
- 21/F：忠意保險
- 20/F全層：三菱電機
- 19/F：泰禾人壽（1901-03室）、DXC Technology Enterprise Services (Hong Kong) Limited（1904室部份及1905-13室）
- 18、25/F：惠普（25樓為產品保養中心及接待處）
- 17/F：Agnes b. HK Limited（1701室）
- 16/F：立橋人壽（1601-1607室）、立橋保險（1609室）
- 15/F：中銀國際英國保誠信託 （1501-1507 & 1513-1516室）
- 13、17/F：中銀人壽 （1705-12室）
- 11/F：萬豪國際（1108室）
- 10/F：尼康香港有限公司（1001室）
- 9/F：三井住友保險
- 7/F：佳定物業管理有限公司
- 8/F：第一太平戴維斯物業管理有限公司

#### 太古灣道14號（前稱太古城中心三座，已非太古地產物業）
- 19/F-21/F：WeWork[14][15]
- 18/F：王董建築師事務有限公司（英语：Wong Tung & Partners）
- 17/F：富衛保險

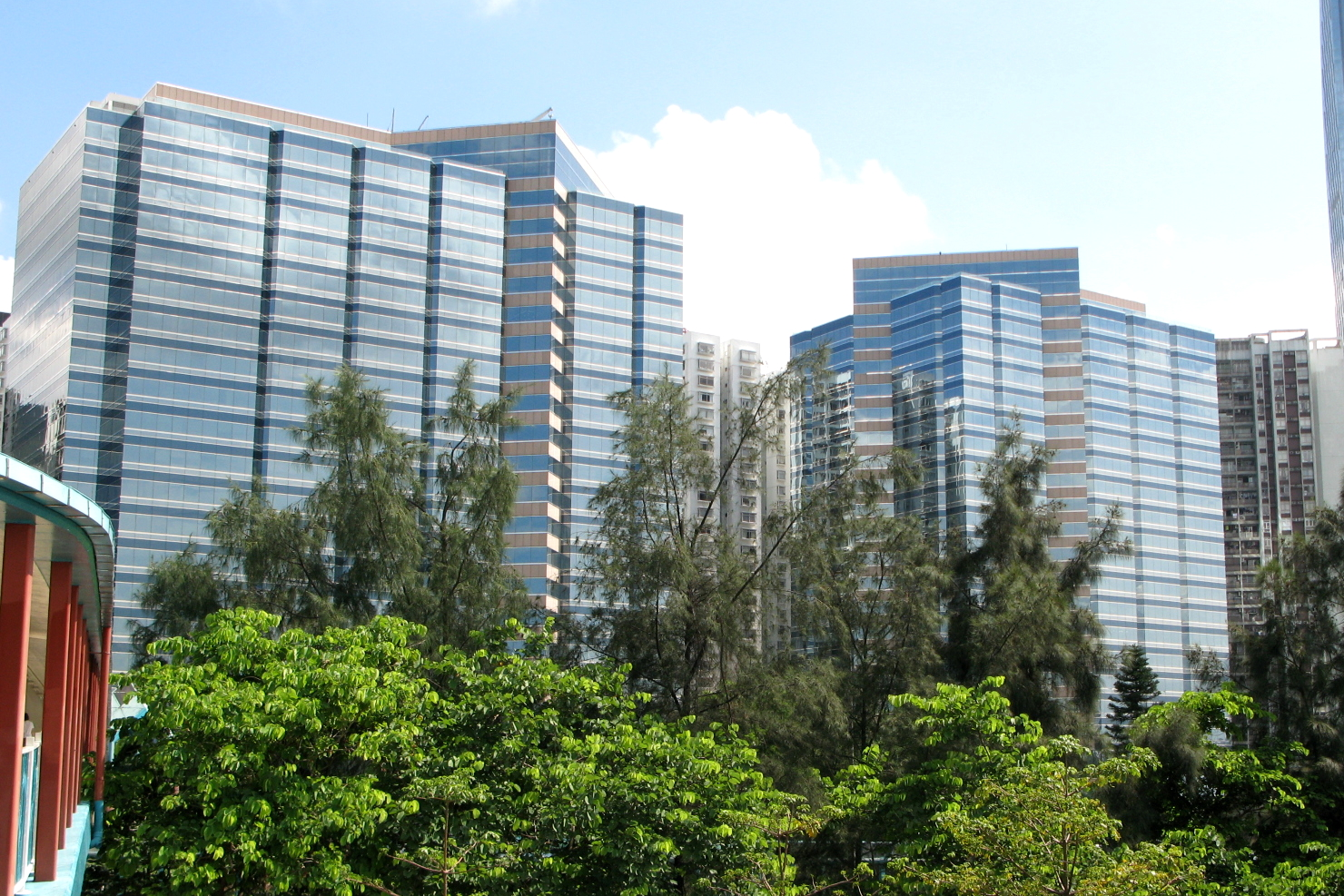
太古灣道14（右）及12號（左）

- 15-16/F：湯森路透香港有限公司（Thomson Reuters HK Limited）、路孚特香港有限公司（Refinitiv Hong Kong Limited）
- 13/F：富衛保險總部
- 12/F：勞工處 - 勞資關係科東港島辦事處、技術支援組（1202室）、勞工視察科第1總區 香港西分區辦事處及香港中特別視察組（1203室）、建築署 -管理統籌分處2
- 11/F：勞工處 - 電話就業服務中心、職位空缺處理中心（1101室）
- 10/F：民政事務總署牌照事務處
- 7-9/F：屋宇署 - 拓展（1）部、拓展（2）部
- 6/F：教育局 - 訓育及輔導組（601室）、幼稚園及幼兒中心聯合辦事處（602室）、非本地課程註冊處（603室）、衞生署-醫療儀器管制辦公室（604室）
- 5/F：社會福利署 - 臨床心理服務課（三）（501室）、社會保障電腦系統管理組（502室）
- 4/F：衞生署私營醫療機構規管辦公室（402室）、教育局 - 優質教育基金秘書處（403室）
- 3/F：教育局 - 港島區域教育服務處、學校行政第三組

#### 太古灣道12號（前稱太古城中心四座，已非太古地產物業）
- 17-19/F：美國運通
- 16/F：諾基亞（1601-05、13-14、部份06室）
- 15/F：黄禾廣告（1501-03、10-14室）、富邦銀行（香港）（1506室）
- 13/F：經濟學人（1301室）、愛力根香港有限公司（Allergan）（部份08室、09-10室）
- 12/F：
- 11/F：德豐電業有限公司
- 7/F：富邦人壽保險（香港）（701-705室）
- 6、14、16/F：德勤·關黄陳方 （1407-12室、1607-12、部份07室）
- 5、13、20/F：怡和保險顧問有限公司 （1311-12室、2001-02、11-14室）
- 4/F：安聯保險（香港）、裕利安宜香港有限公司（403-411室）
- 3/F：富勤保險（香港）（307-311室）

## 商場

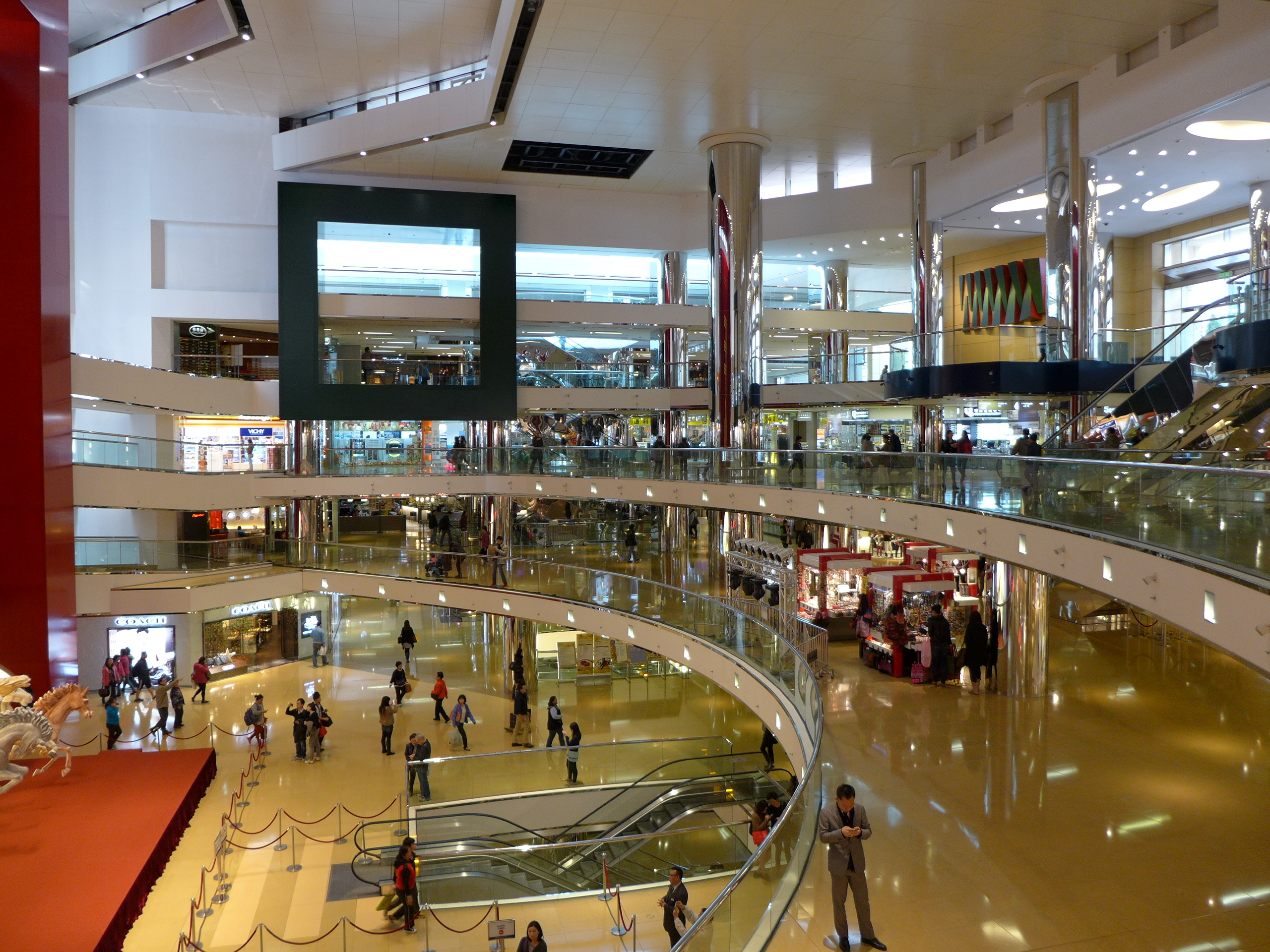
一期商場中庭

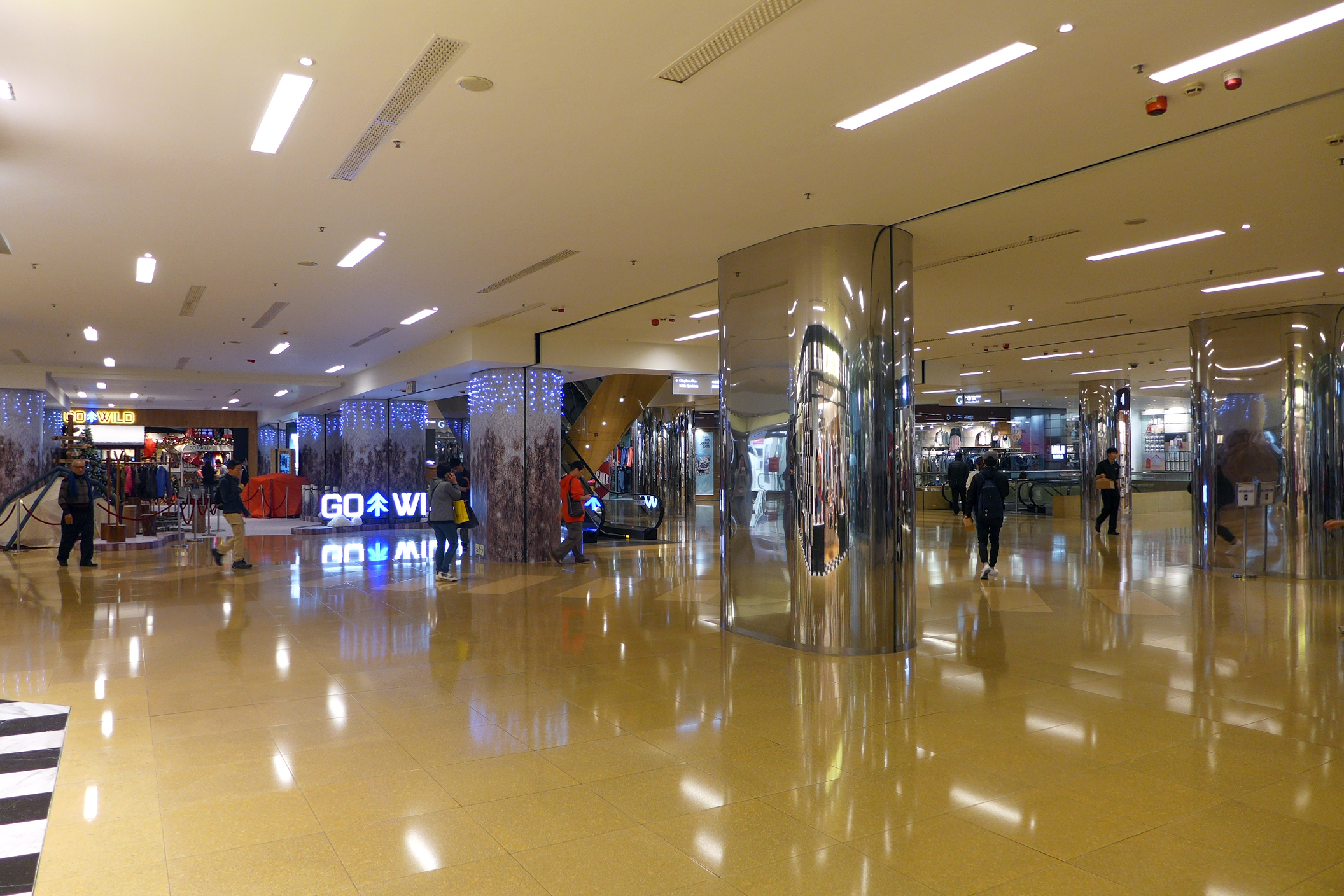
一期商場地下前身為巴士總站，設特高樓底

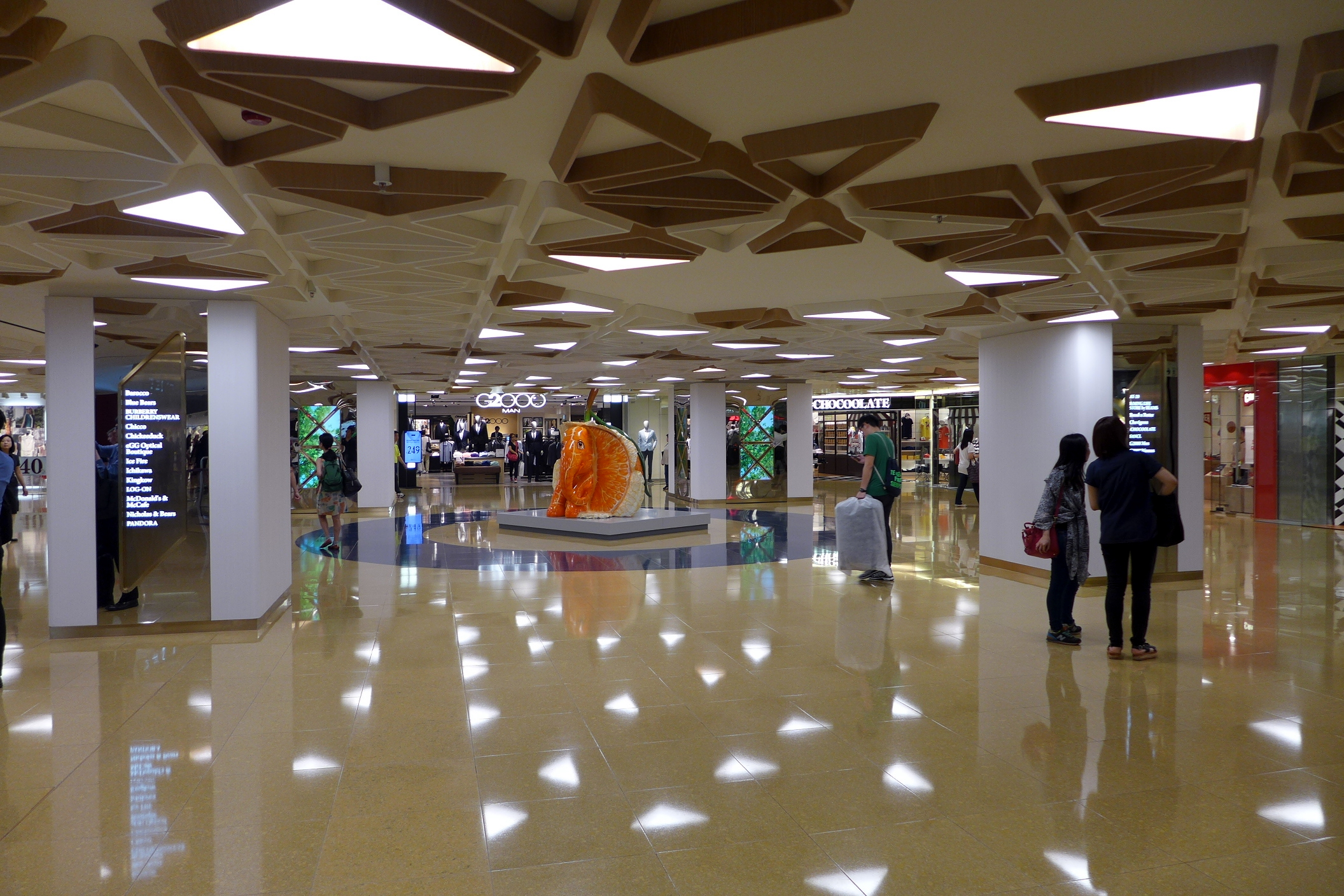
一期商場2樓2015年翻新後面貌

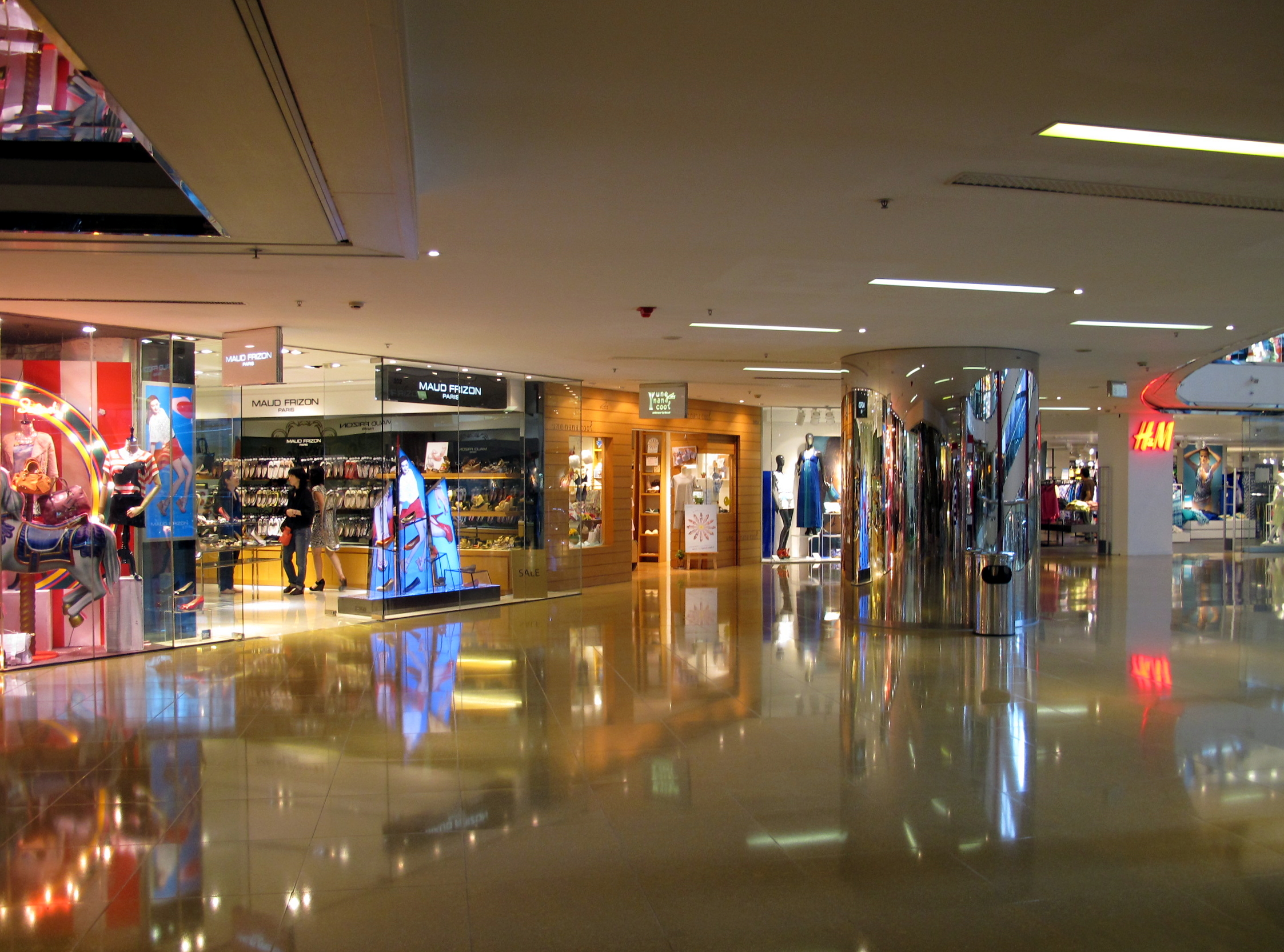
一期商場3樓

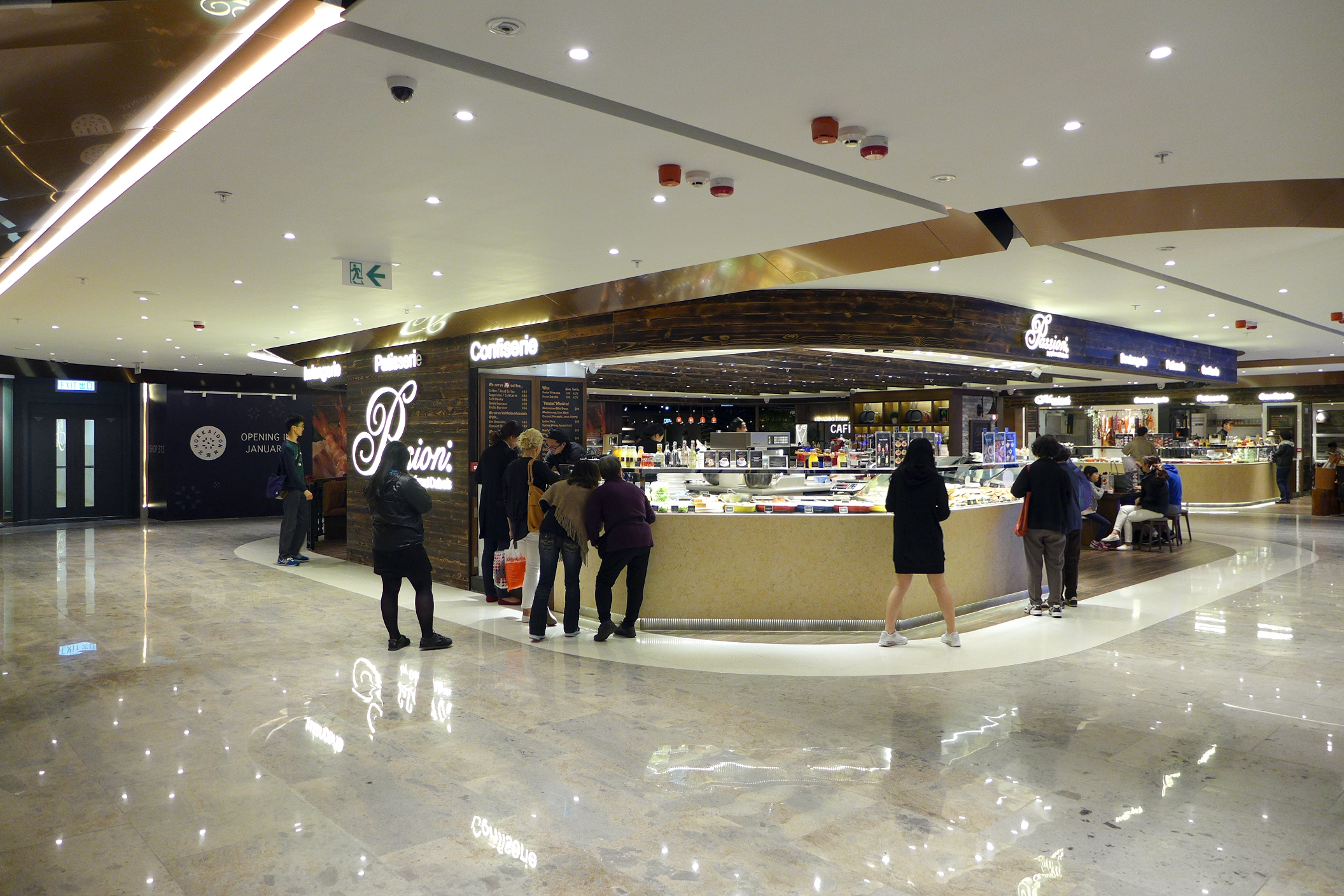
商場3樓前大食代位置於2016年12月改為5間餐廳

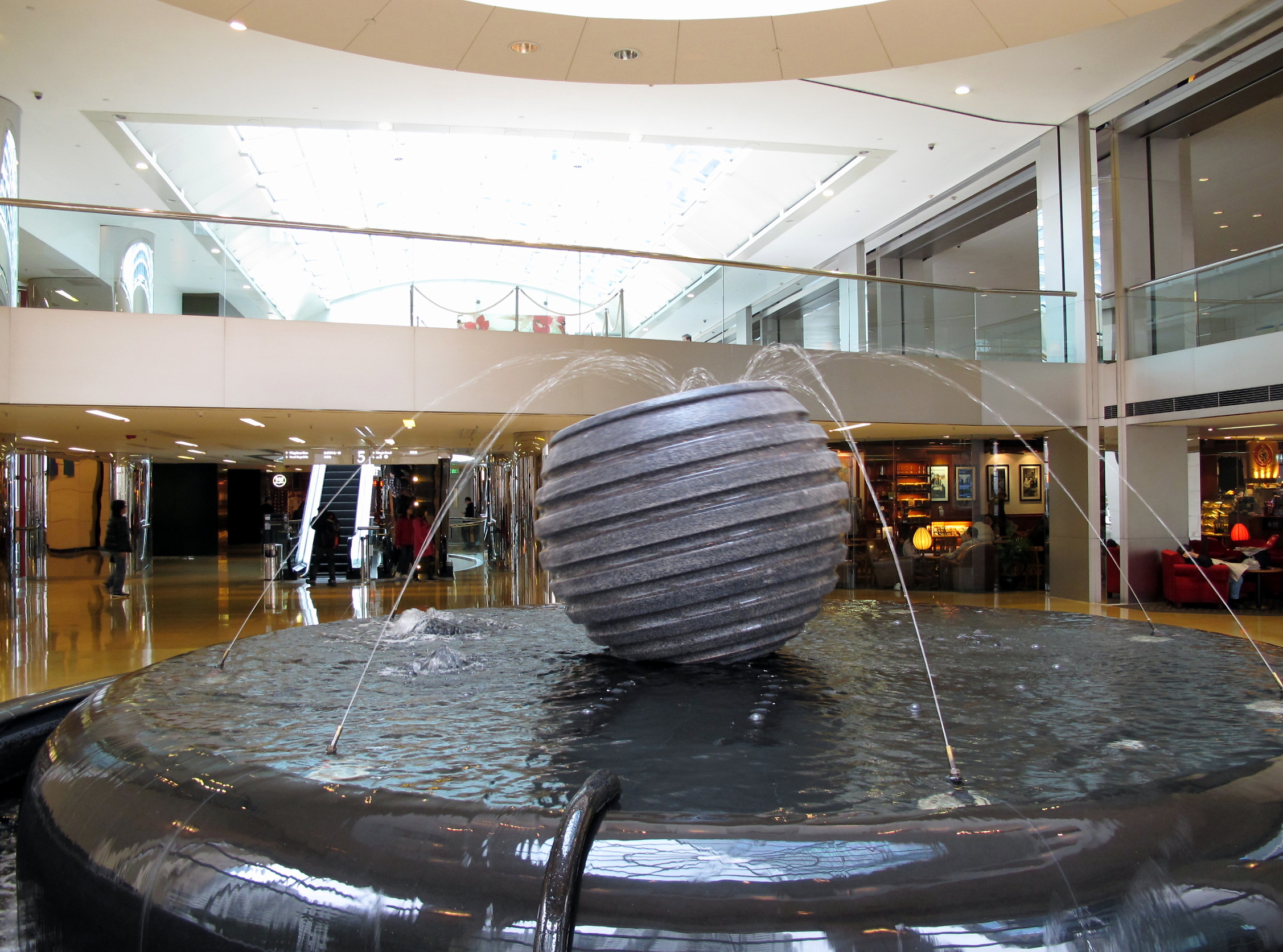
一期商場5樓「禪宗清泉」噴泉石球，到2018年拆除

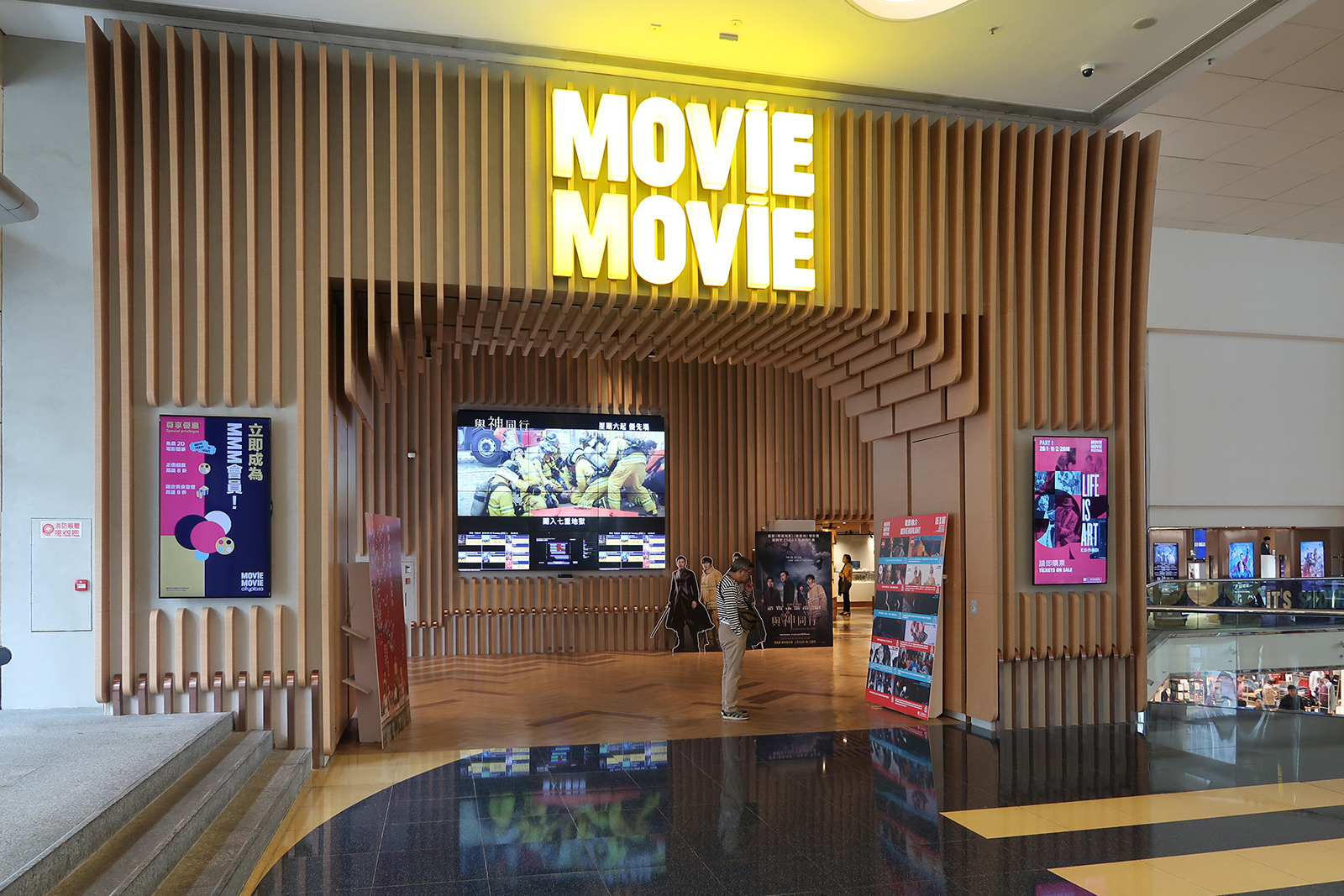
MOViE MOViE

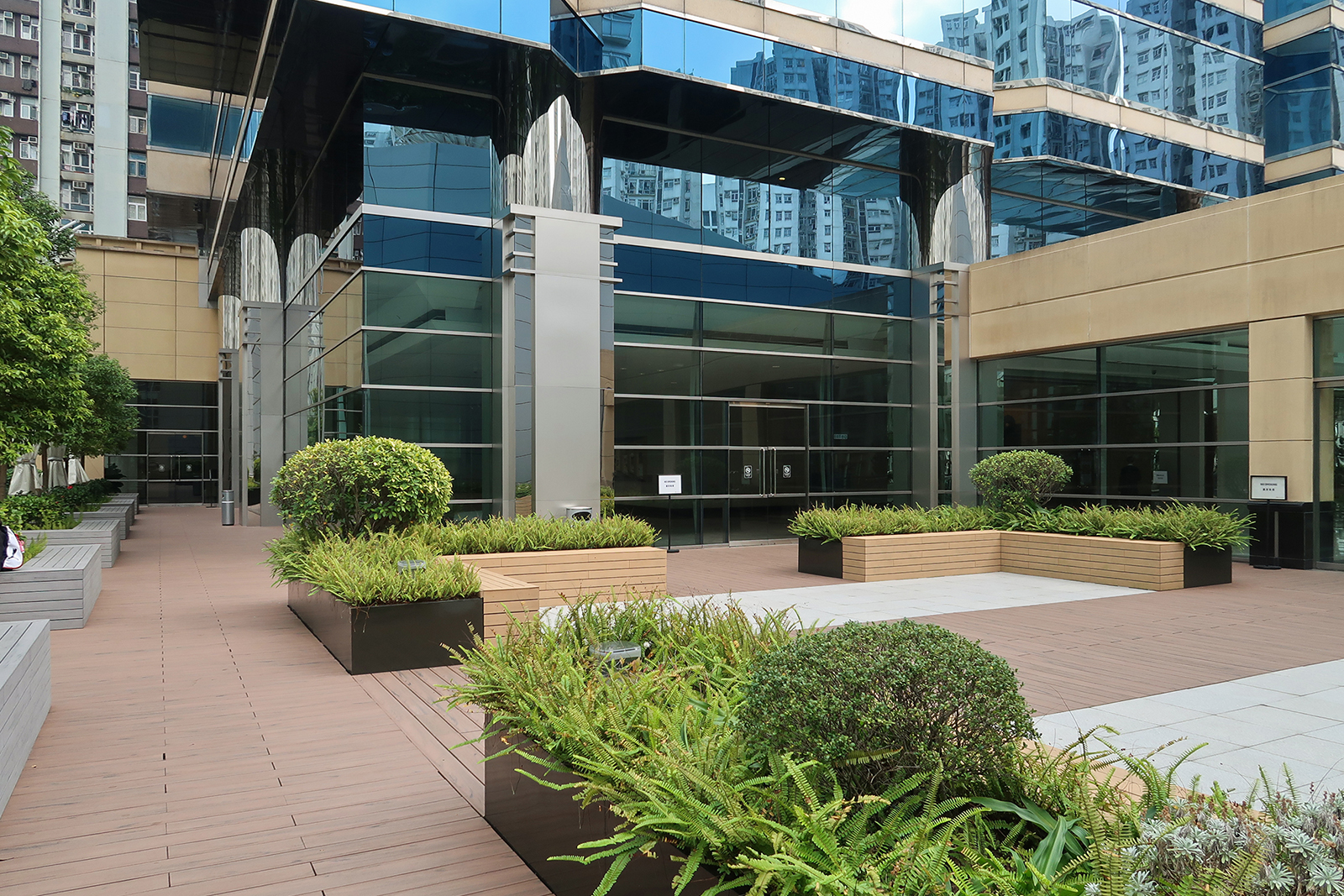
6樓太古城中心一座辦公室大堂外的花園

### 第一期

#### 地下
地下的巴士總站位於南面的山邊，亦設有貨物起卸區，當時巴士及貨車入口位於現時港鐵太古站D2出入口；另外亦有停車場，入口設於太豐路。 另一方面入口設有一部虛擬過山車，東面則有百佳超級市場。西面為郵局、匯豐銀行及麵包店。虛擬過山車直至太古站新出口建成連接商場地下才搬走。主要商店包括花店、傢俬店及快圖美。到了1987年，才把巴士總站改建為多間零售店。現今的主要零售店包括無印良品、Charles & Keith、郊遊裝備專門店Go Wild、Patagonia 及誠品生活等。而DECATHLON香港亦於2024年進駐。
巴士總站改為巴士站，現有過海隧道巴士110線及新巴720線途經。

#### 一樓
商場一樓曾經作為太古城售樓處及渣打銀行分行。其餘位置為停車場，到了1987年進行大規模裝修後才改為多間零售店，包括馬莎百貨、赤柱百貨及Kam's cafe，直至1998年大裝修才將一樓擴大至現在的規模。主要零售店包括馬莎百貨、永安百貨、意大利品牌Alice House、ECCO Shoes、本地品牌STACCATO、le saunda、女性服裝店PARADISO。
食肆為Oliver's Super Sandwiches及The Spaghetti House。
2014年3月，馬莎百貨搬遷至二期一樓，總樓面面積逾3萬平方呎，成為香港最大旗艦店。而馬莎原址於2014年11月改為ZARA。於2024年ZARA撤出後由UNIQLO、三星專門店及VENCHI取代。
2015年2月26日，永安百貨宣佈太古城中心分店獲發展商通知不獲續約，須在2015年8月現有租約期滿前遷入上環總店。原址連同地下於2016年1月6日改為誠品生活，佔地兩層超過4.9萬平方呎，較有三層的銅鑼灣店更大。

#### 二樓
商場二樓於太古城中心第二期落成前，中庭內曾經設有溜冰場。往西面街市的通道有小食亭，後來改為必勝客。於1987年的爆炸案發生後不久，第二期便正式落成，而溜冰場亦因搬往第二期而被拆卸；同年還開設馬莎百貨。其餘店舖包括鞋店、鐘錶店及多間時裝店。2009年5月，為配合H&M開設分店，shu uemura化妝店及bossini分別被搬遷到第二期二樓和第一期地下。分店於同年9月開業後，原有的通道成為H&M的一部份。
現今東翼的主要零售店包括COACH、Massimo Dutti及G2000；西翼的主要零售店包括ZARA、H&M、bread n butter及多間童裝店。2011年3月新設天橋通道前往東隅酒店。東翼還設有跳躍噴泉，吸引不少途人欣賞。唯噴泉已於2013年尾拆卸，現址為agnès b.。
西翼於2014年亦進行租戶重組及翻新，原有的多間童裝店改為16個化妝及護膚國際品牌的美容護理專區（Beauty Zone），於3月26日全面開業。到2017年美容護理專區（Beauty Zone）遷至二期，原址改為時裝店。
現時，此樓層主要零售店包括COACH、lululemon、UNIQLO及無印良品等商戶。

#### 三樓
商場三樓西翼部份是屬於天祥百貨公司，直至1987年至1988年間才轉手給永安百貨。中庭邊緣設有Tivoli Terrace餐廳（於1997年結業），東翼為玩具店花生屋、蒙娜麗莎髮形屋、太古城皇宮大酒樓及頤和園酒樓，直至該部份於1997年拆卸為止。
東翼在1997年重建後，主要設有一個五百個座位的「La Fiesta」美食廣場，供應世界各國不同的美食。 其他店舖包括必勝客、優之良品及Giordano。到了2005年8月，原有的美食廣場結業，變更為有大約20個美食攤檔的大食代美食廣場，於同年12月啟用，到2016年8月中旬結業。舖位於2016年12月至1月引進5間餐廳，包括Passion by Gérard Dubois、Garrett Popcorn、首度來港的Mango Tree Café、蘇浙匯及北海丼。直至2025年，該層餐廳主要為溫野菜、Dan Ryan’s Chicago Grill、蘇浙匯、米炊、Penna及The Matcha Tokyo。
商場西翼在2000年重建後，主要店舖為玩具反斗城及a.y.k.時裝店。不過到了2009年4月，為配合H&M開設分店，玩具反斗城被搬遷到第二期一樓，a.y.k.時裝店則撤出太古城中心。分店於同年9月開業後，西翼部份通道成為H&M的一部份。三樓其他店舖包括時裝品牌Giordano及initial。H&M於2024年撤出太古城中心後，該舖位現由無印良品接手。

#### 四樓
商場四樓在1980年代尾西翼為翰騰閣酒家、永安百貨、泰林無線電行及香港城市理工學院報名中心；中庭邊緣早年為宜家傢俬，到了1980年代尾變更為金獅影視超特店，其他店舖包括嬰兒用品店mothercare。東翼為四海保齡球場、學聯遊學中心、運動用品店及出奇老鼠薄餅店。
東翼在1997年重建後，主要店舖為當時全港最大的金獅影視超特店，到了1999年被百視達（Blockbuster）收購分店，繼續經營。百視達在2004年結業後，變更為萬寧。東翼其他店舖包括豐澤電器、通利琴行及眼鏡店。
西翼在2000年重建後，曾經開設Log-on專門店，到了2006年變更為日本優閒服裝店UNIQLO。四樓現仍有百老滙、豐澤及萬寧等店舖。到2017年11月開設日本眼鏡品牌Zoff。至2025年UNIQLO搬遷到一及二樓，原址由GU代替。

#### 五樓
商場五樓在1980年代時東翼商場為麥當勞餐廳，佔地兩層。其餘部份為嘉年嘉華戲院（Gala I/II）。當時五樓其他店舖包括永安百貨及置業家居等。
東翼在1997年重建後，主要店舖為翰騰閣酒家、Häagen-Dazs及Pacific Coffee；其餘部份為一座辦公室大堂及「禪宗清泉」噴泉石球，但噴泉到2018年拆除。西翼在2000年重建後，為UA太古城中心戲院入口及售票處。樓面約4萬方呎的戲院於同年6月21日正式開幕，其中兩間為Director's Club豪華影院，提供寬闊舒適的坐椅，並可供包場。
2016年6月，麥當勞餐廳於前Ruby Tuesday鋪位重開。
2016年12月，太古地產宣佈UA戲院（直至2021年3月初結業止）於2017年2月底結業，由百老匯全新概念戲院MOViE MOViE取代，新戲院將提供6間闊銀幕式設計的影廳及1間VIP放映院，原預計最快2017年夏天開幕，但最後延遲在2017年12月29日試業。

#### 六樓
商場六樓西翼在1980年代時為滾軸溜冰場，東翼為嘉年嘉華戲院上蓋、麥當勞餐廳及一間商店，其後因配合90年代重建工程而結業，而麥當勞也在1994年12月搬遷至另一位置。
東翼在1997年重建完成後，不再作為零售用途，只劃作為辦公室大堂。而六樓其餘部份在1998年的翻新工程中一併拆卸，只有西翼的外牆保留六樓的遺跡。太古地產於2020年售出太古城中心1座，買方為公司旗下管理基金及Schroder Pamfleet在內的財團。現時商場6樓包括英皇道1111號已非太古地產物業。

### 第二期

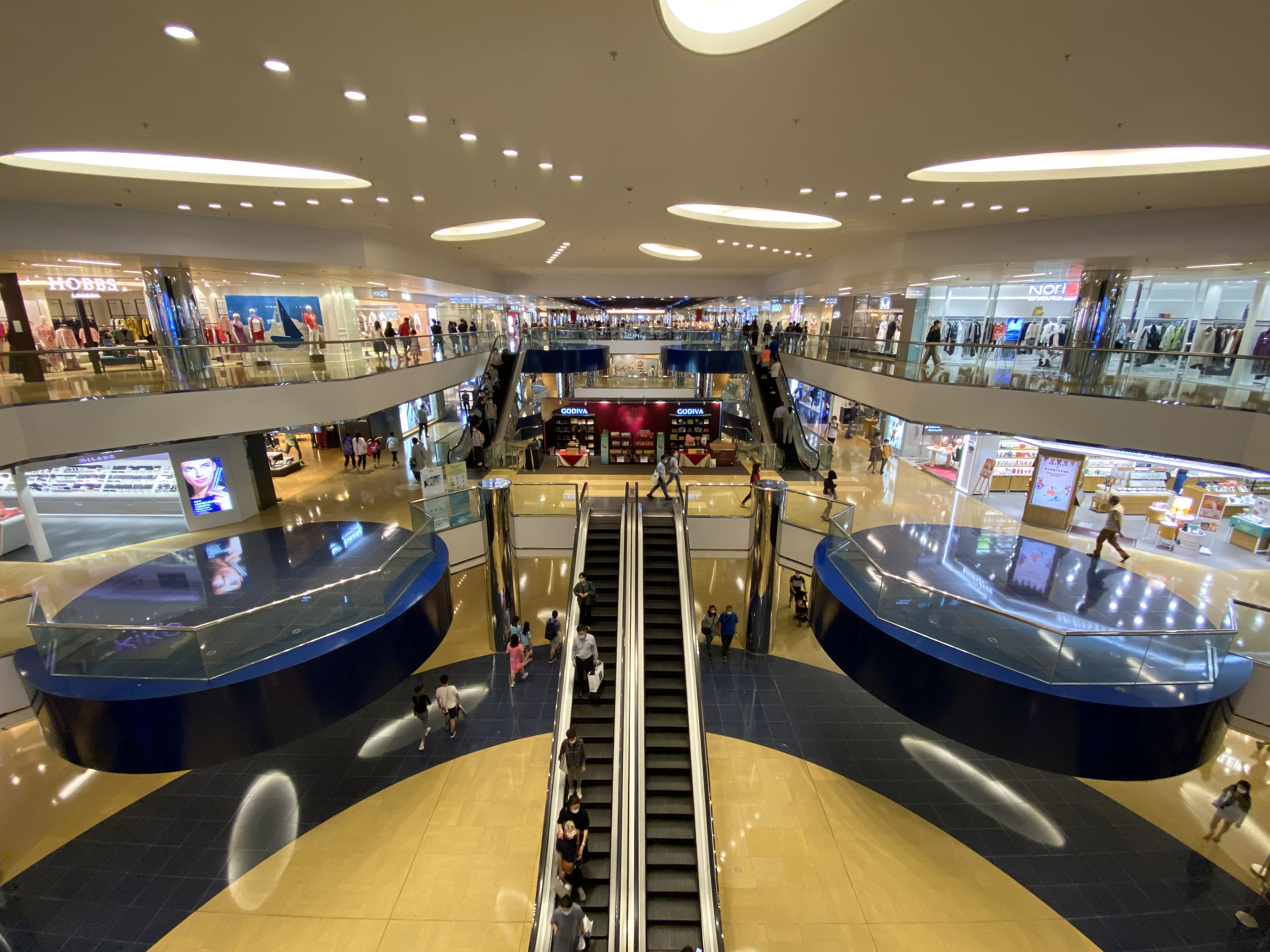
二期商場中庭 (2021年)

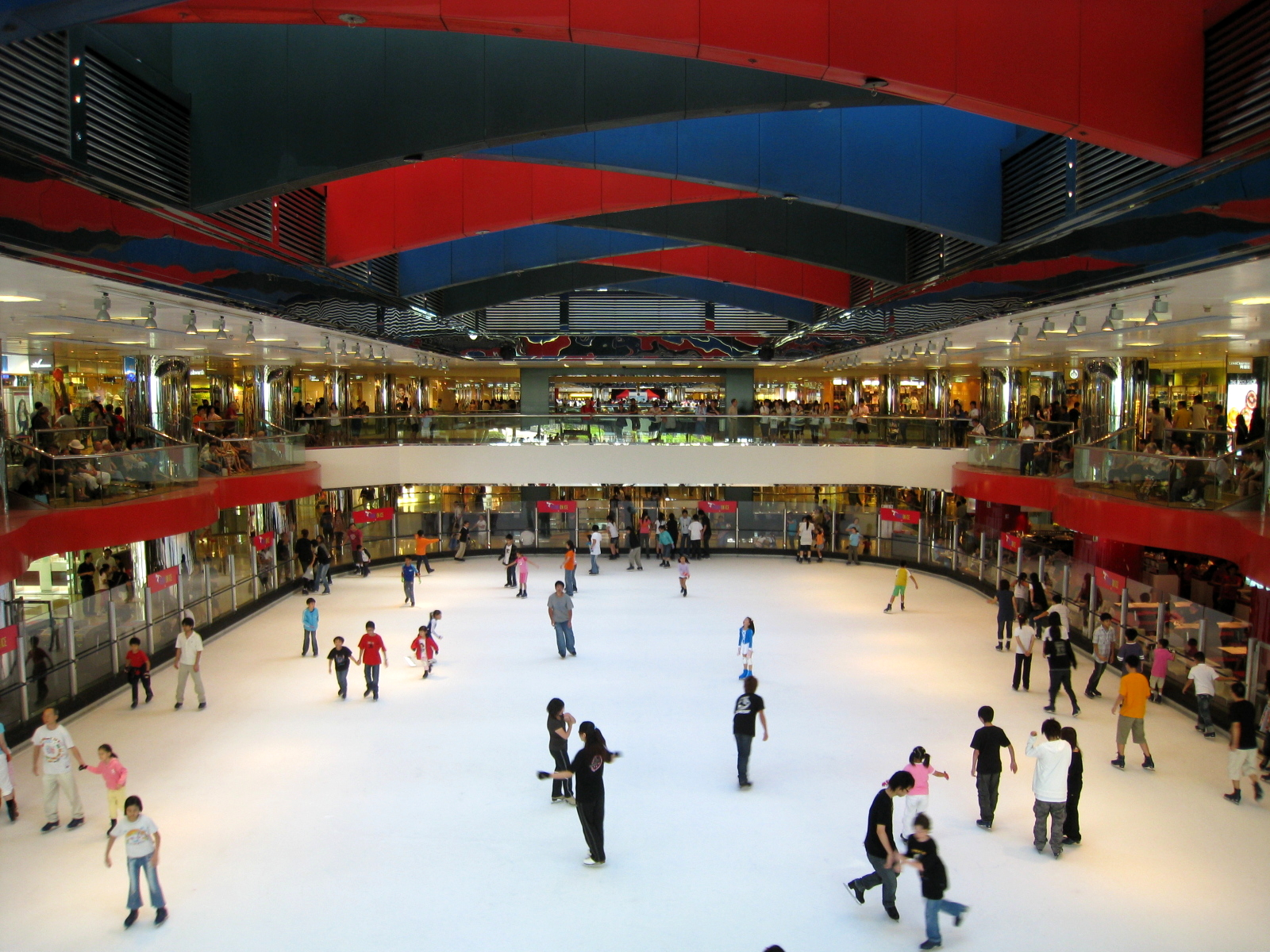
2020年翻新前的「冰上皇宮」（2008年）

位於第二期商場部份於1987年開幕，共有四層，包括地面的三層及地庫一樓，而地庫二樓及地庫三樓則屬於停車場及貨物裝卸區。場內的「太古城中心冰上皇宮」，是港島區最大的真雪溜冰場，不時舉行溜冰表演及比賽。溜冰場由2020年1月1日起開始翻新至同年夏季重開。

#### B1
為百貨公司APITA的電器部、家居用品部、美食廣場及超級市場。

#### 地下
地下主要是運動服飾及悠閒服飾店。商戶包括adidas、Gigasports、O.N.S | kapok、New Balance、CALVIN KLEIN、Collect Point旗下的Global Work、生活雜貨店niko and...等。其餘租戶為百貨公司APITA、LEGO及POP MART。同層的食肆為天天海南雞及於2025年進駐的NOC Coffee Co.。

#### 一樓
一樓設有溜冰場，由2020年1月1日起開始翻新至同年夏季重開。一樓設多類型商店，包括馬莎百貨、美國冒險樂園、玩具反斗城、i.t、D-mop select、Victorinox、Stage of Playlord、MANGO、周生生、時間廊、eGG、余仁生；二手名牌手袋BRAND OFF專門店、高級髮廊22 hair、茶葉店「茶藝樂園」及屈臣氏等。到2023年初i.t結業後，原址連同地下將於同年8月開設IKEA規劃及訂購中心，並設瑞典美食站。
食肆為MELLOW BROWN COFFEE by UCC、大家樂、春水堂、王家沙和&btR。

#### 二樓
二樓設多類型商店，主要包括時裝店COS、Club Monaco、Polo Ralph Lauren、MAX&Co.、COCKTAIL 、眼鏡88、L'Occitane、THE BODY SHOP、GODIVA朱古力店、屈臣氏酒窖等。
2014年7月租戶重組後，現設LOG-ON概念店及多間國際時尚生活及著名兒童服飾品牌，當中包括家居飾品店Homeless、Francfranc、BURBERRY CHILDRENSWEAR、Chicco、SNIDEL及Marimekko等。
該層擁有各樣環球美食，包括開業多年的西苑酒家、北京樓、潮小館、鮨孝等食肆。由美心集團營運的大型Foodhall"TREATS"佔地16,000呎，由2016年12月開幕營運至2022年底進行翻新。2023年2月重開後轉手為Global Link旗下，改名為「Carnival by Food Fiesta」，包括多個日本過江龍品牌及東南亞美食。 
該層設7條冷氣行人天橋連接分別連接太古城中心一期、三期和四期、以至太古城金殿台和星輝台。近LOG-ON位置設扶手電梯連接上蓋住宅海天花園。

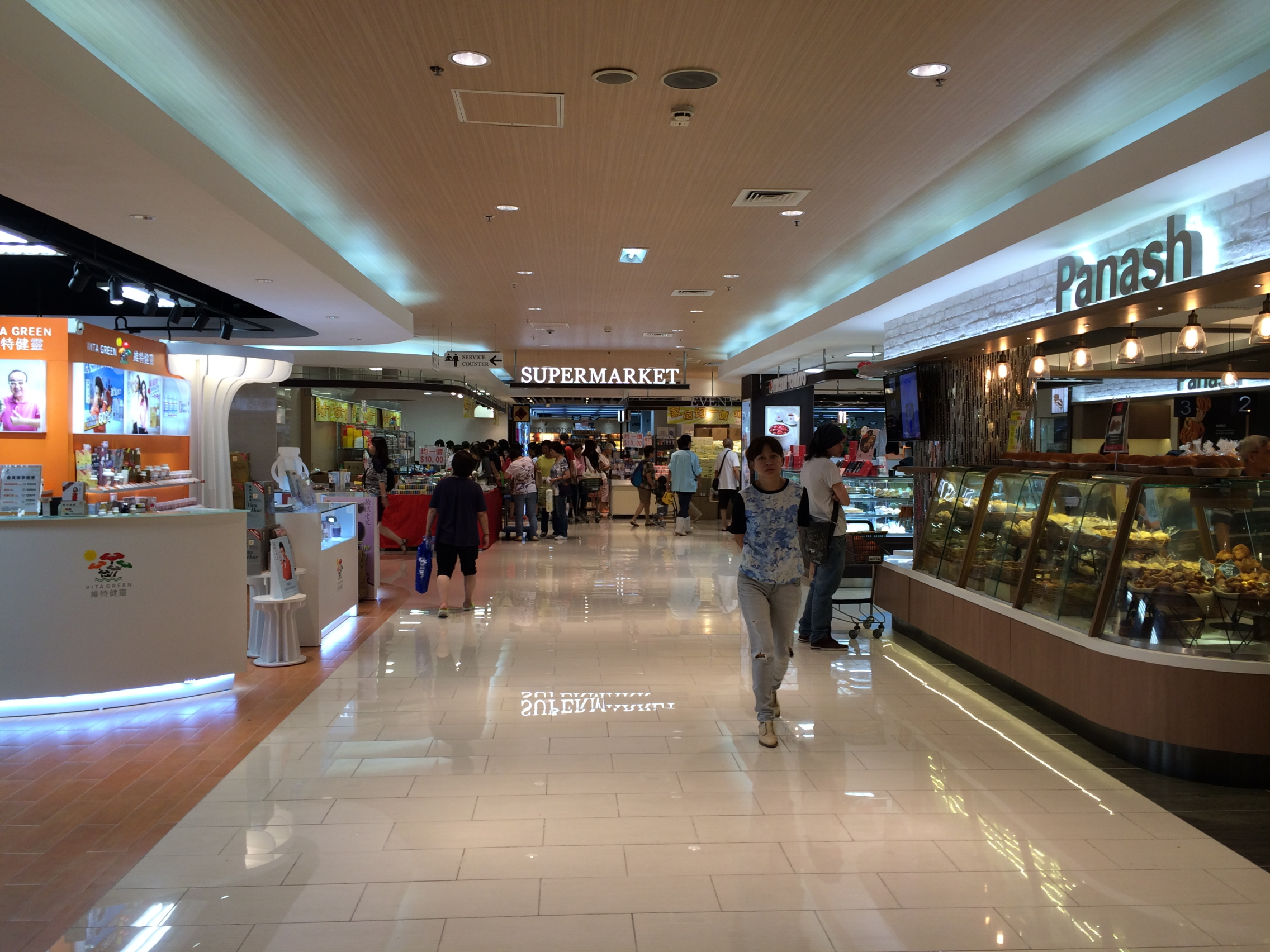
B1層APITA超級市場
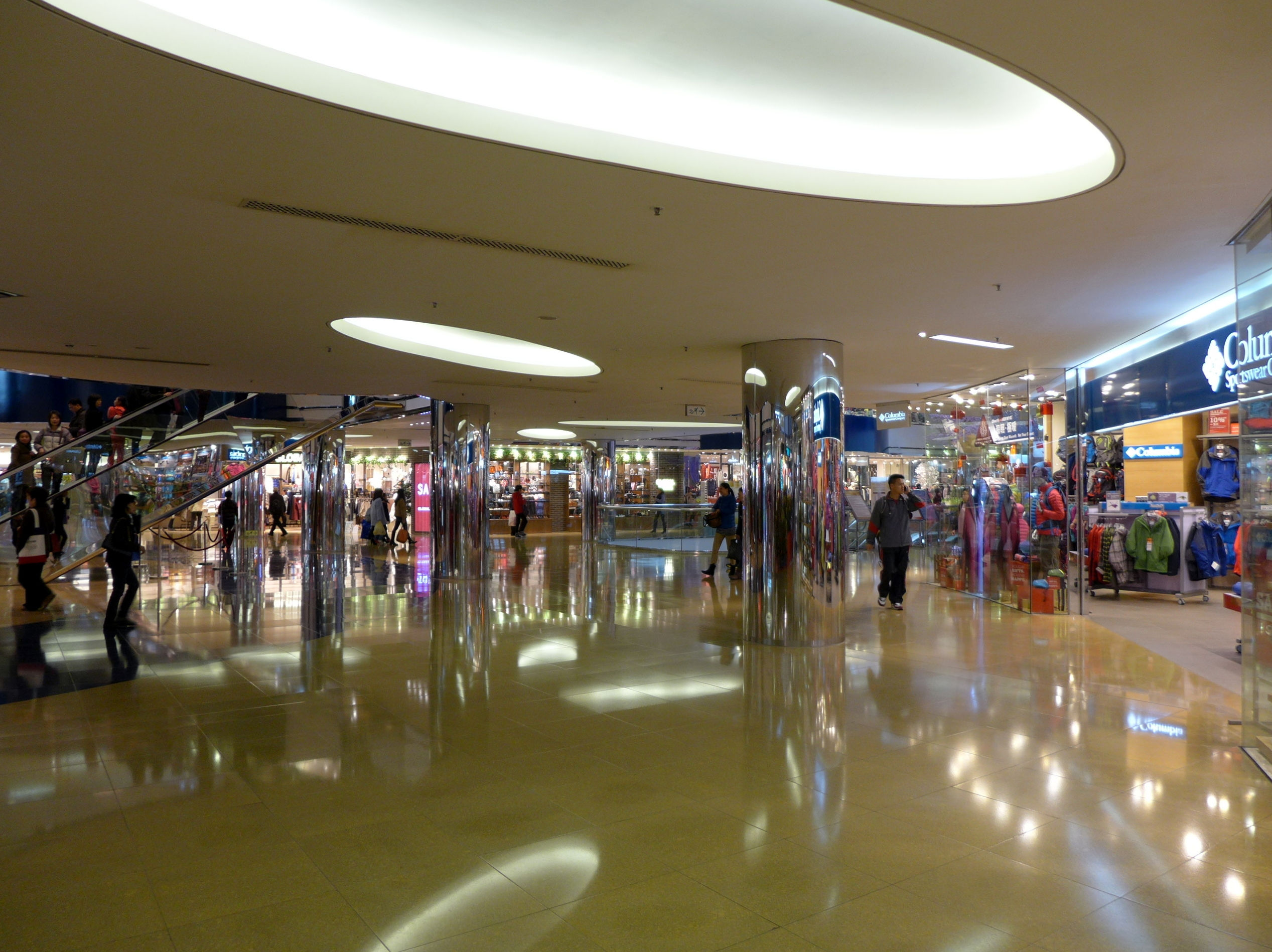
商場地下商店（2014年）
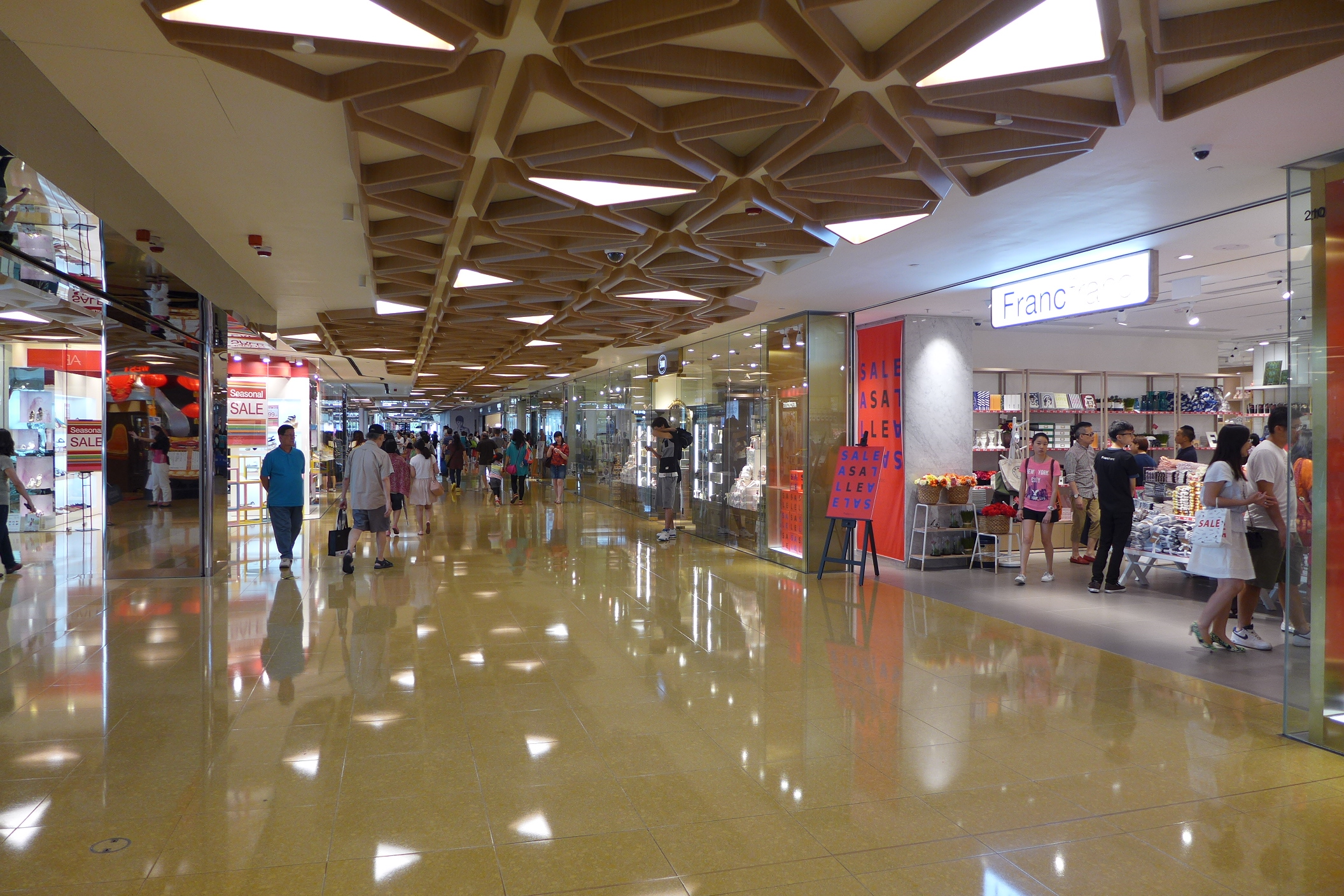
商場2樓商店（2015年）
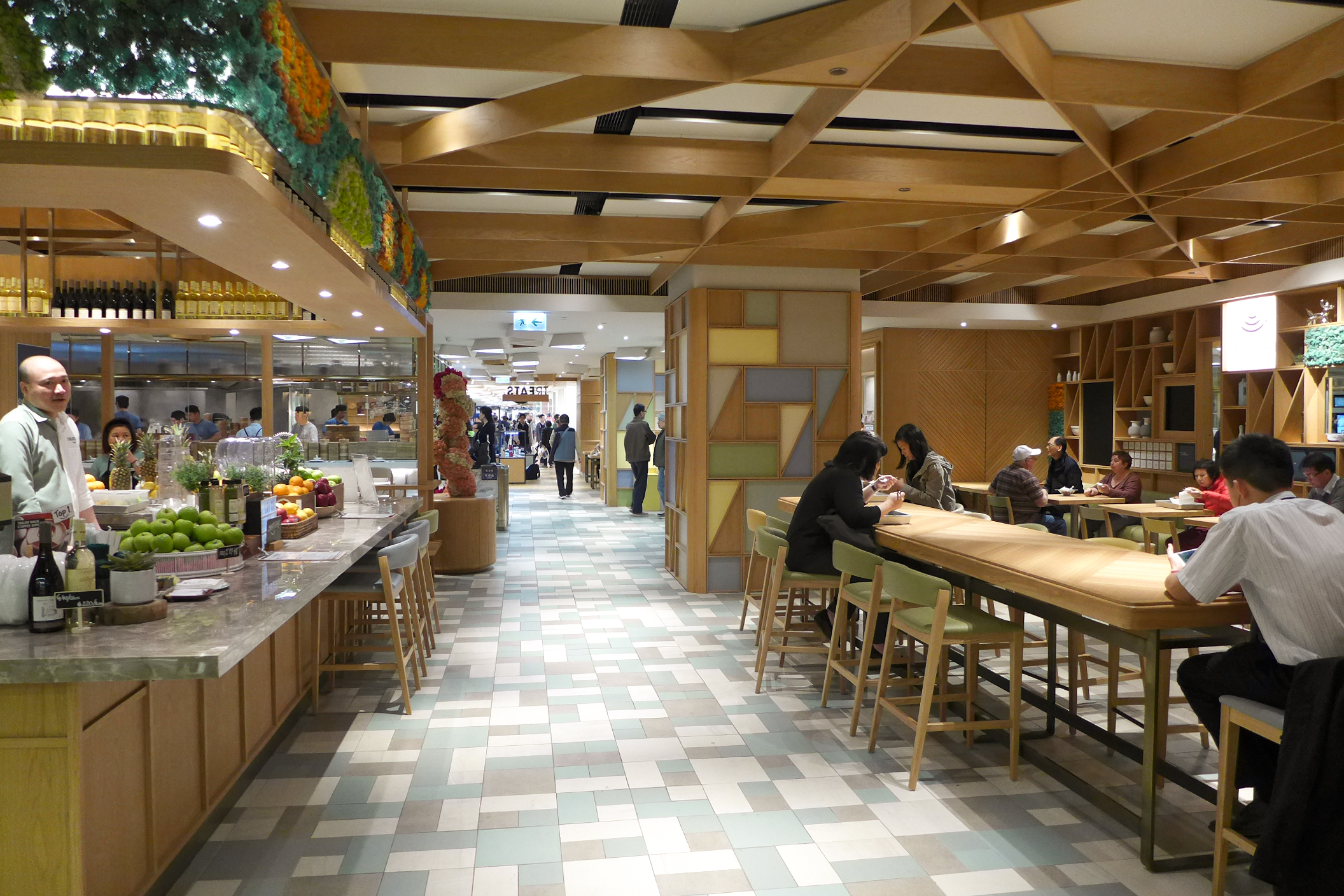
2樓大型美食廣場TREATS在2016年開業，到2022年結業
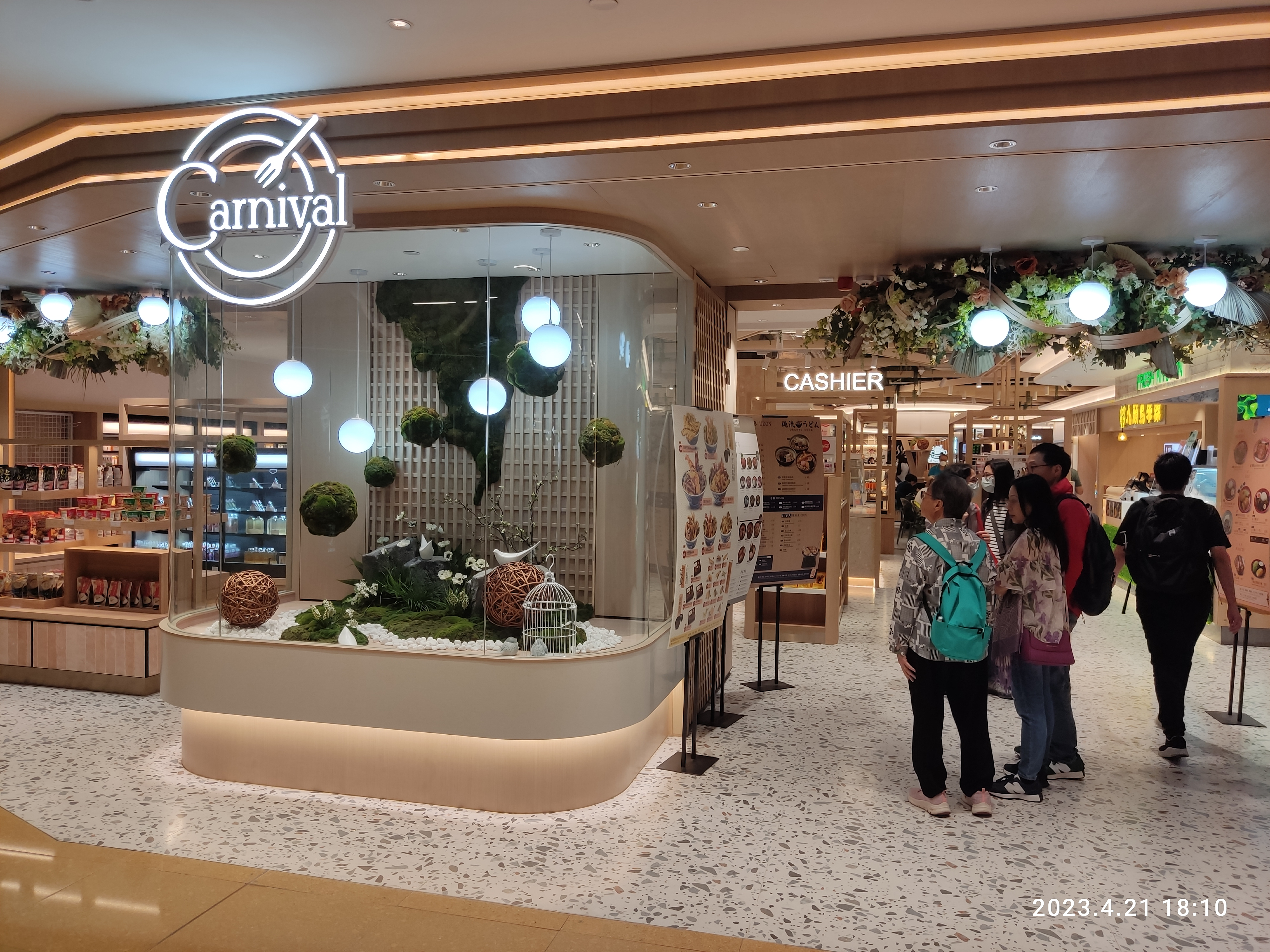
2樓大型美食廣場Carnival（2023年4月）

### 其他資料

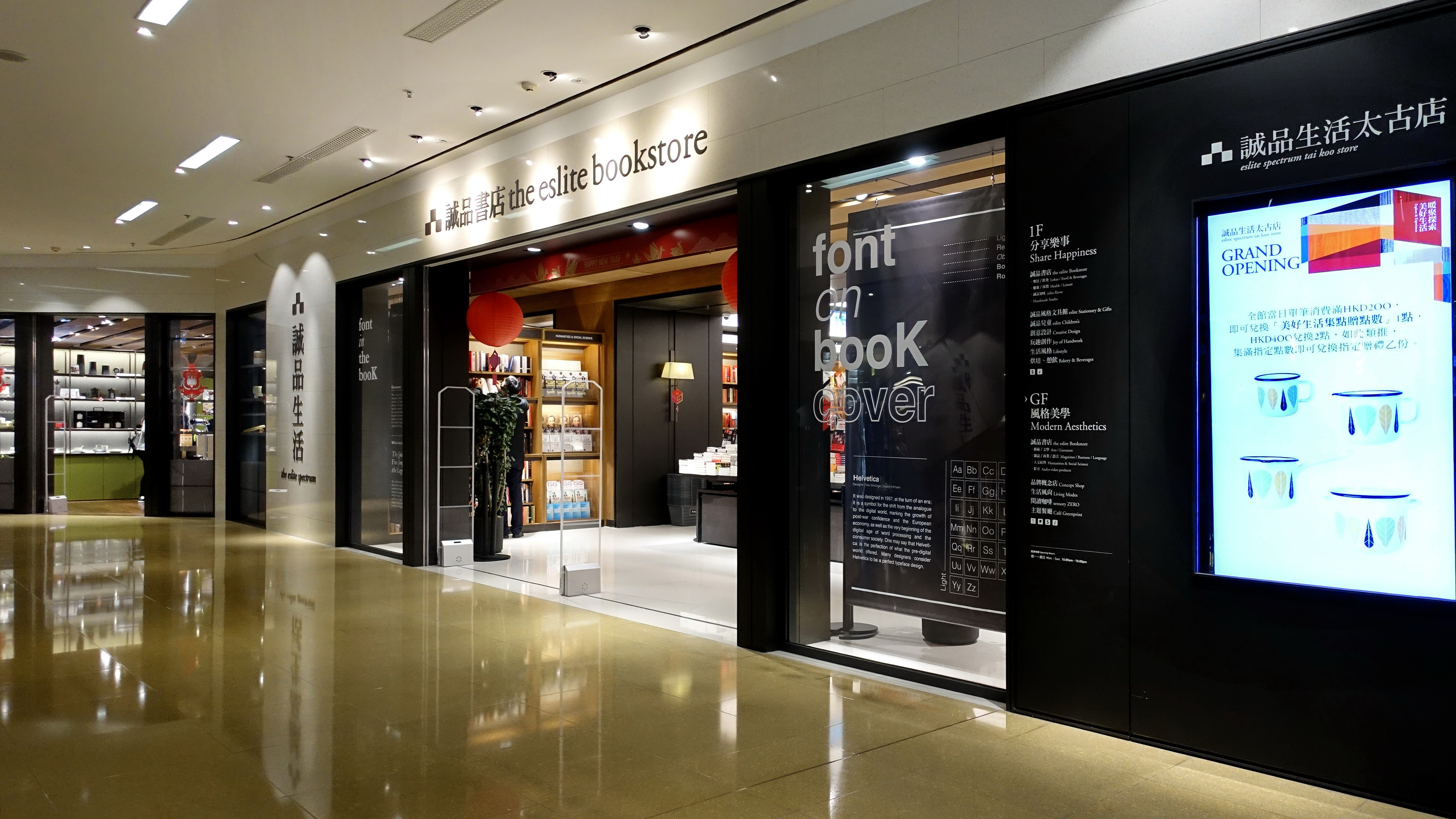
香港誠品生活太古店

商場內設有多間百貨公司，包括佔地18萬平方呎APITA（2007年前為屬同一集團的UNY）、馬莎百貨及誠品，玩具反斗城、無印良品等各式店舖、酒樓食肆、將有大約40個美食攤檔、MOViE MOViE Cityplaza 等設施。商場面積超過100萬平方呎，店舖多達170間。商場地庫亦設有停車場。商場內大堂設有78呎高的紅色拱門，是全亞洲最大，最高的室內拱門。
MOViE MOViE Cityplaza提供6間闊劇院式設計的影廳，包括「MOViEMAXX」及VIP放映院「MM Moments」，以4K放映及頂尖技術設備，呈獻優質觀影體驗。
2014年3月，發展商公佈將引入超過30個全新的零售品牌，新引入的品牌包括i.t、LOGON、GREYHOUND Café、Club Monaco、Francfranc、Marimekko、Marc by MarcJacobs及iBlues等。改良後化妝及護膚品佔用的樓面，由之前約5,000方呎增加至1.2萬方呎，服飾租戶佔用的樓面面積亦增至逾25%。
國泰航空於本商場2樓設立了官方實體店。

### 重點活動
太古城中心打造多元主題活動，涵蓋電影首映、演唱會發布會、車展、品牌展覽、節日裝置（如聖誕、春節）以及與熱門IP聯名合作，帶來豐富精彩的體驗。
2021年7月9日至8月29日，太古城中心舉辦了「LIVE HAPPY 快樂識放」主題活動，旨在幫助市民在繁忙生活中找到快樂。活動設有四組大型藝術裝置，包括色彩繽紛的彩帶、大型燈箱、動態感應器和音樂互動裝置。
2024年8月3日至9月1日，太古地產與利物浦足球俱樂部攜手在太古城中心舉辦「置身晏菲路 – 體驗利物浦足球盛典香港最終站」。活動將利物浦主場晏菲路球場還原至商場二樓中庭及中橋，更有利物浦名宿親臨現場與球迷互動，傳遞足球熱情。球迷可以體驗三大互動足球遊戲，贏取限量紀念品。

## 重大事件

### 商場爆炸事件
1987年7月9日下午1時35分，太古城中心第一期商場二樓中庭休憩處座椅底發生猛烈爆炸，一聲巨響過後，爆出一團十多呎高的火球，接着硝煙瀰漫，共有14男女及小童慘被炸傷。爆炸發生五分鐘前，商場地下接待處一名鄧姓女職員，曾經接到一個男子的神秘電話，指太古城商場將有兩個炸彈爆炸。女職員正擬詢問詳情，但已告收線。打電話男子沒說出放置兩彈詳細地點，也沒出言恐嚇或勒索款項。女職員立即電知保安控制中心，中心負責人報警，惟警方還未到場，保安還未來得及採取任何疏散行動，猛烈爆炸即告發生。爆炸發生後，警方立即封鎖太古城中心第一和第二期商場，出動200多名軍裝和便裝警員，向軍部借來專門搜索炸彈的警犬，以展開地氈式搜索另一炸彈，經7小時調查後未有發現。

### 鄰近公園槍殺案
2018年6月26日下午3時，鄰近太古城中心的鰂魚涌公園發生開槍案。一名44歲女子與親人於太古城中心一酒樓茶聚時因家事糾紛，於公園內槍擊四名長輩親屬，現場留下大灘血迹，她其後走到太古城中心的商廈，大堂保安員在太古城中心4期大堂截停持槍女子，警方派出配備輕機槍的警方反恐特勤人員趕抵現場，槍手之後被反恐特勤隊人員制服，在臨時圍板內接受調查，事件造成1死4傷，起因懷疑與家產分配有關。

### 太古城居民斬人事件

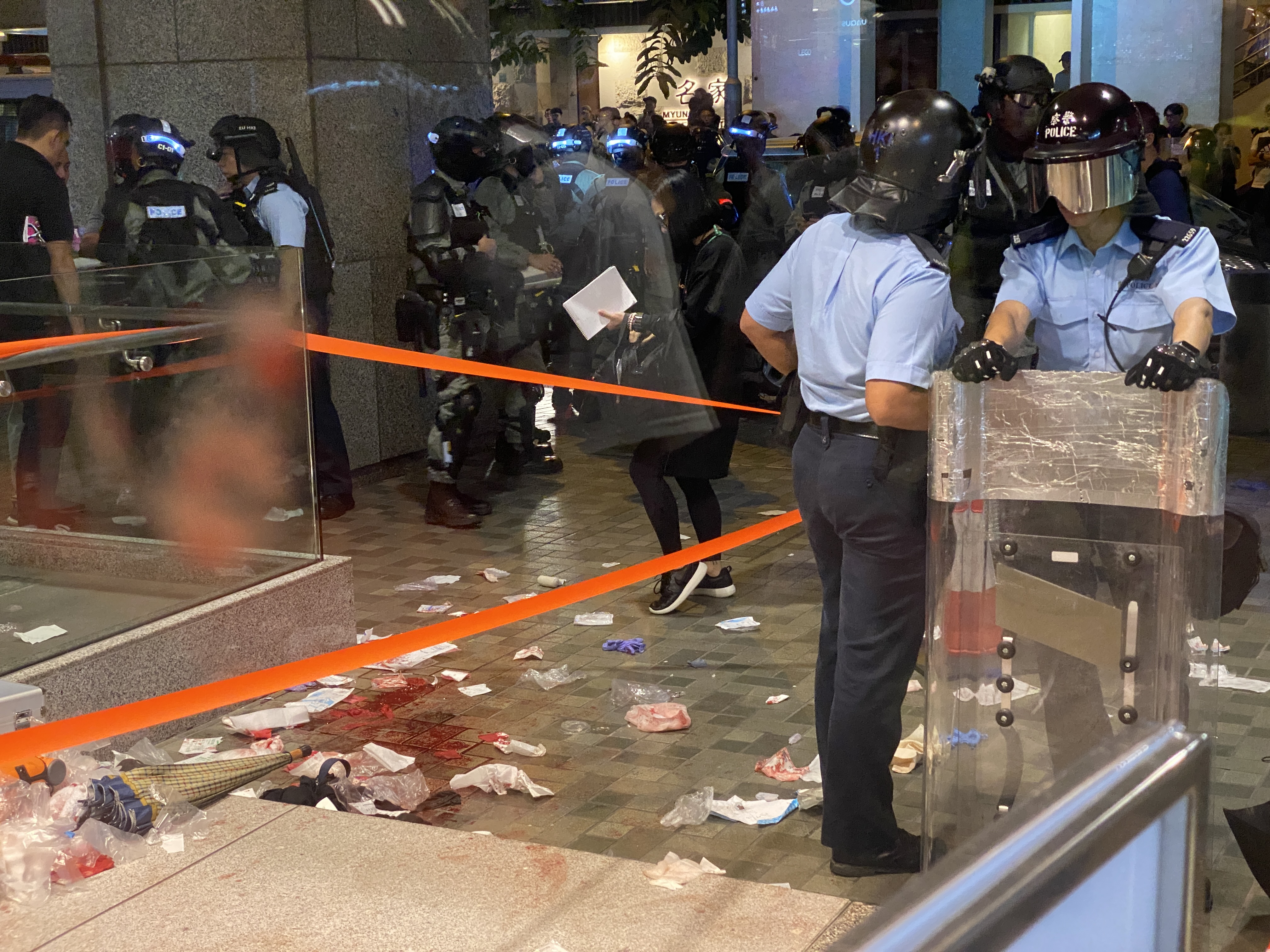
襲擊事後現場佈滿血跡

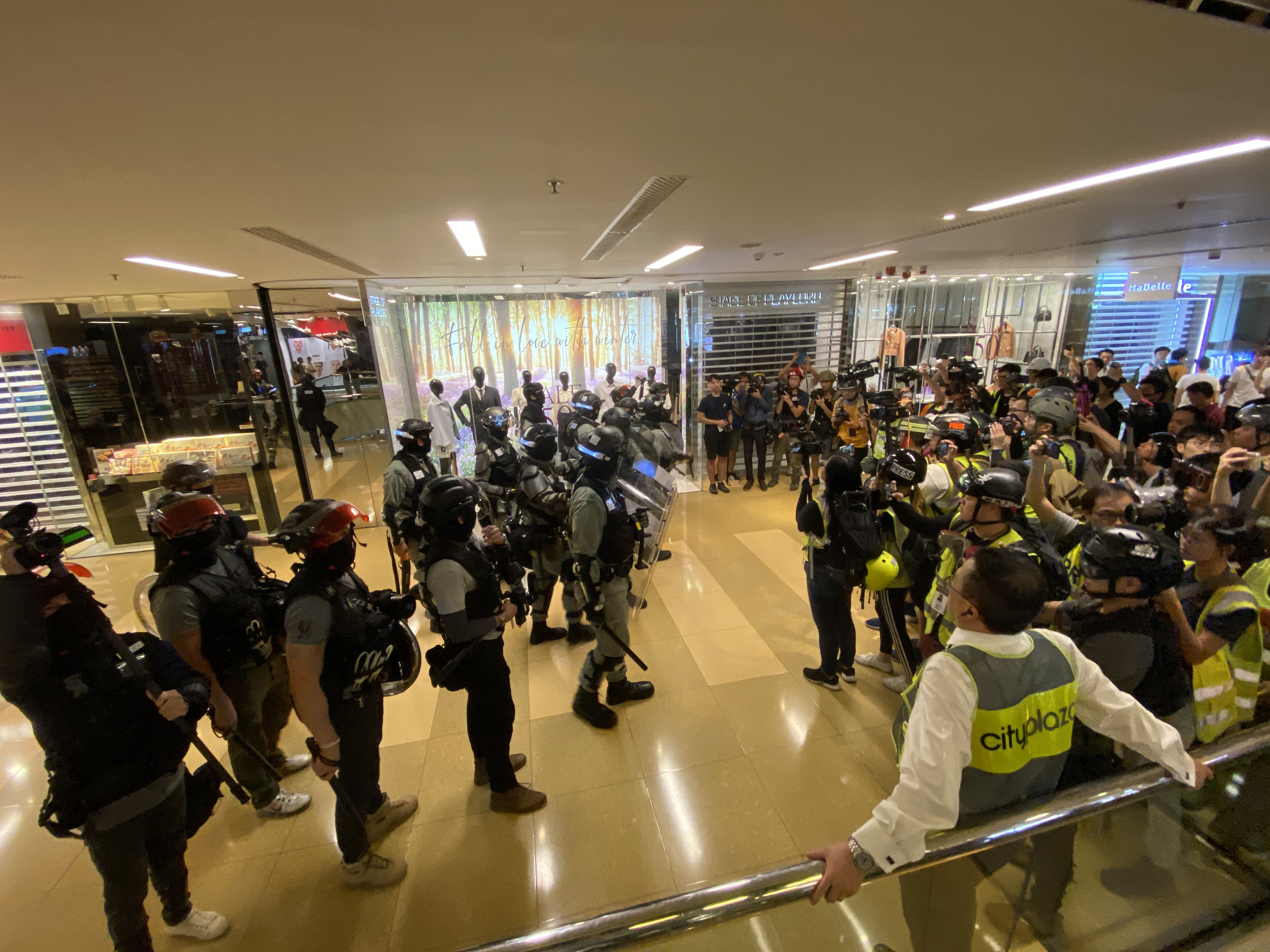
大批防暴警員突然衝入商場

2019年11月3日下午6時許，太古城中心有反修例示威者發起「東區集氣人鏈日」活動，在商場內唱歌及組成人鏈，期間有蒙面示威者破壞美心集團旗下的酒樓北京樓和由美心集團營運的大型美食廣場TREATS ，約20名防暴警員衝入商場制服多人，期間使用胡椒噴劑及一度擎槍指向在場市民，防暴警察太古城中心商場內多次施放胡椒噴霧，包括記者和便衣警在內多人中椒。混亂中，浸會大學編委記者鄧澤旻被捕，警員曾經警告他會被雞姦，而《立場新聞》一名特約攝影記者亦在採訪期間被警方以涉嫌阻差辦公拘捕。
立場新聞發放的片段顯示一批防暴警察在記者身旁經過時，突然衝前推開一名女記者，再將穿著橙衣的立場新聞記者按在地上，該名立場新聞記者聲稱警員一度想搶去他手上的相機，這名記者於次日下午近4時獲無條件釋放，他稱會徵詢法律意見追究警方濫捕。警方表示，當日下午一批蒙面暴徒在太古城內破壞一間餐廳，警方遂於傍晚6時許，到場處理相關罪案及採取拘捕行動，但太古城中心發表聲明，指商場未曾報警，警方行動前也沒有預先通知商場。
同日晚上接近8時，一名身上藏有利刀，穿灰色灰衫及操普通話的太古城男居民，因政見問題在太古城中心地下，以普通話大叫「解放台灣」並走到人群施襲，先揮拳毆傷一名女子，再從袋中拿出利刀斬人，有一名頸部受刀傷的男子倒臥在商場外，滿地鮮血，一名9歲男童目擊家人被刀傷後痛哭，其他在場人士見狀上前阻止，但持刀男繼續揮刀，多名在場人士受傷，民主黨的太古城西區議員趙家賢嘗試阻擋刀手施襲時被咬斷左邊耳朵，該名刀手最終由在場示威者合力圍毆直至防暴警察到場處理。事件中有五人受傷須要入院治療，其中兩名傷者是一對夫婦，丈夫的背部及腹部各中一刀，傷及腸臟，肺部也被刺穿，情況危殆，須在深切治療部留醫，太太的手部至少中一刀。區議員趙家賢被刀手咬斷的左耳朵於次日做手術駁回，但因為被刀手咬斷時嚴重破壞其耳廓軟骨組織，於手術一周後因情況未有改善，耳廓須要移除。刀手姓名陳真，年齡48歲，報稱退休人士，居住在太古城，控以兩項有意圖而傷人罪及一項有意圖而導致身體嚴重傷害罪，在11月5日首次提堂。
2019年11月4日，數十名市民在太古城中心二期的客戶服務中心，要求商場職員交代當日為何有大批防暴警突然進入商場。晚上近9時20分，防暴警抵達商場外，引起商場內的市民不滿，以垃圾桶和圍欄等雜物阻擋扶手電梯。其後有兩名便衣警在商場截查一名市民，職員亦鎖上地下其中一個出入口。到9時50分，大批防暴警由一期出入口進入商場，並驅趕記者。最後有兩名市民被捕。

### 網民發起「和你唱」 警方進入商場逐層驅趕

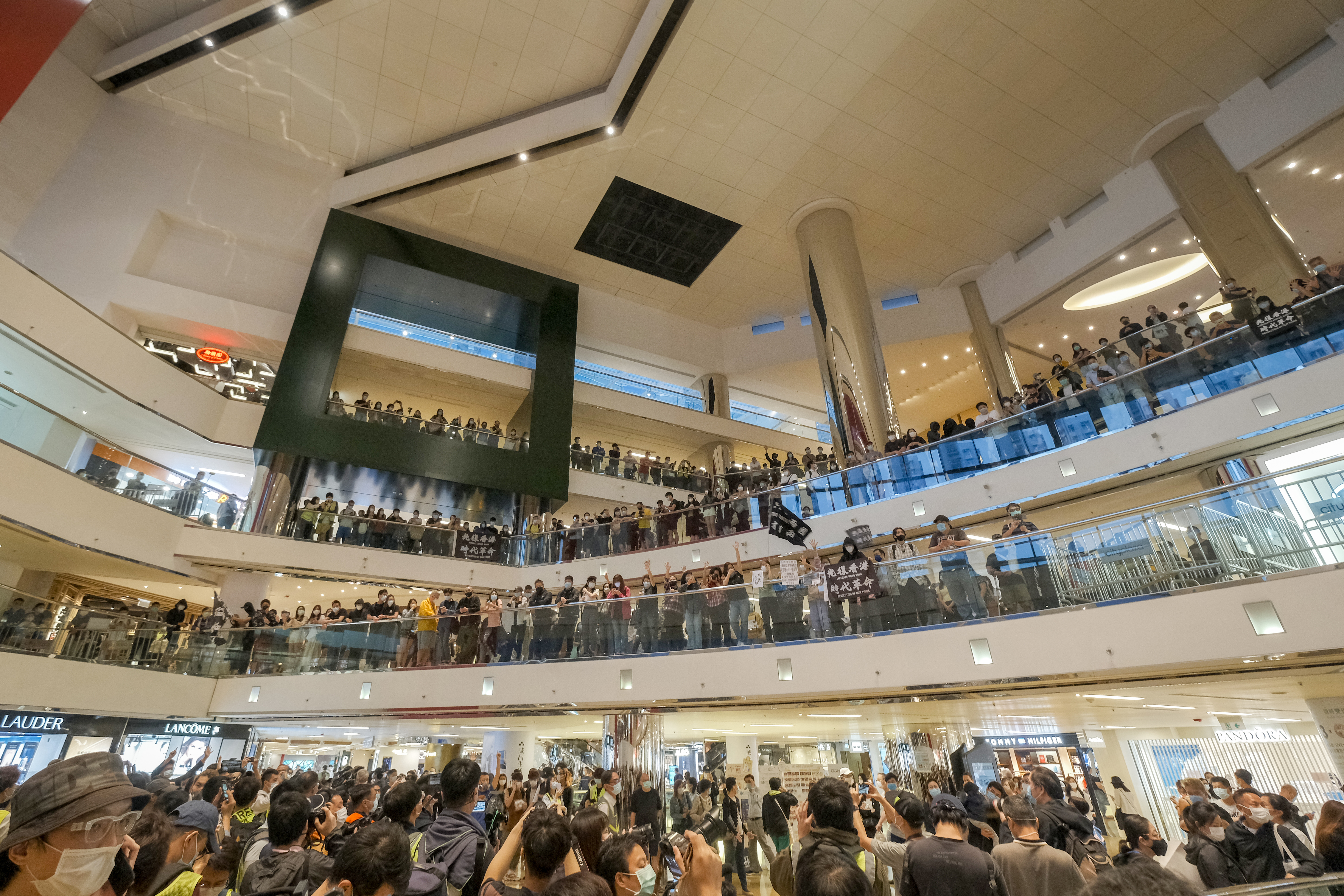
傍晚，約300人在太古城中心一期中庭參與「和你唱」活動

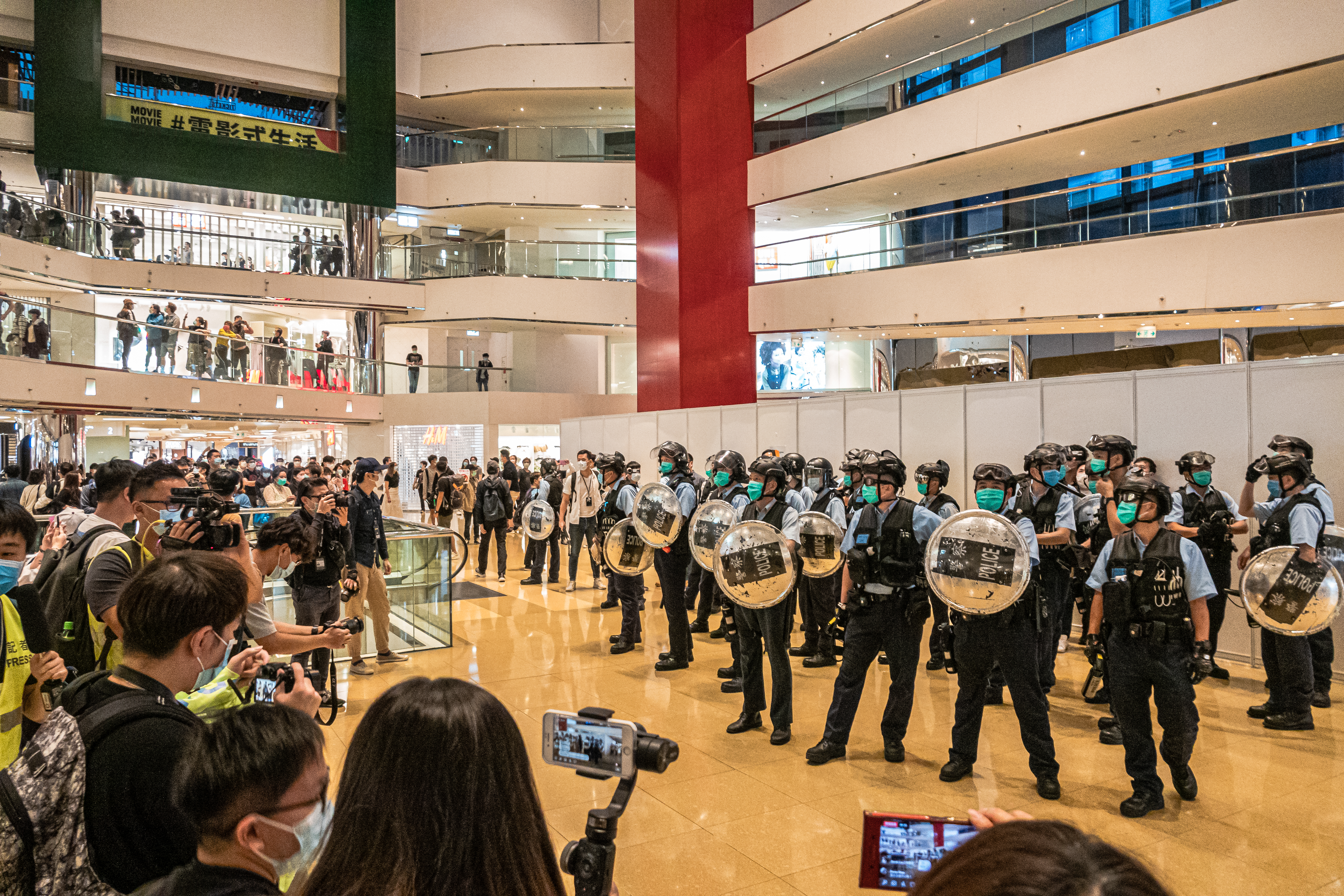
手持盾牌的軍裝警員在商場中庭，而4樓有警員要求市民離開

2020年4月26日傍晚6時20分，網民發起在一期中庭舉行「和你唱」活動，不少人多次呼叫反修例運動口號和揮動不同的旗幟，有500人參與，而警方派出大批警員和警車在周邊戒備。到6時39分，東區指揮官韋志達聯同大批手持盾牌及胡椒噴霧的軍裝警員，先從5樓由英皇道入口進入商場，指商場內有市民違反「限聚令」，並「洗樓式」逐層要求商場內的人士離開。
其後再有手持防暴槍防暴警察由地下進場，警員以胡椒噴劑指向和指罵市民，現場一度混亂，有推嬰兒車及帶同幼童的家長走避。警員其後拉起封鎖線。有市民在商場外被截停搜查。警員驅趕期間，突然情緒激動大叫「X你老母臭X，你老母做雞」，在3樓高舉胡椒噴霧直指和推撞現場記者。約8時，商場發出廣播指太古城中心即將關閉。
到晚上8時，部分市民在附近道路逗留，高唱《願榮光歸香港》，也有人拉尺與旁邊的市民保持距離，警方以擴音器宣讀「限聚令」。其後防暴警員在燕宮閣對出舉起藍旗警告，開始驅趕人群。區議員趙家賢與警員要求調停期間，遭到粗言辱罵，並嘲笑他「冇咗隻耳聽唔到」。警員也不斷摸耳去挑釁議員。其後更以強光及胡椒噴劑包圍趙家賢和助理，助理更被一批印有「MAR」字樣，來自水警的多名防暴警員暴力推倒地上，之後只能眨眼，一度昏迷。現場街坊表示警方一度阻止急救員協助，結果大約延誤5分鐘後才准急救員入內協助送院。趙家賢對警方的行動表示強烈譴責及遺憾，認為在太古城內的行動是無法解釋，是打壓的行為。其後情緒激動流淚，表示「我好抱歉我攬唔實（助理），佢成個人俾防暴拉低跌咗落地下，我相信係頭部着地先。」，並向身在現場的助理家人致歉。趙希望拍攝到有關片段人士可以向他聯絡及提供證據。而警方在燕宮閣外制服一名男子，事後暈倒被送往醫院治理。
有參與的市民認為，警方的驅散行動是「多餘、小題大造」，明顯是想打壓聲音，不想市民成功舉行任何集會。
太古地產發新聞稿表示，在約6時開始有人在商場聚集後，已經用廣播提醒「限聚令」已實施，並有管業人員勸喻在場人士停止活動。其後表示警方向職員解釋接獲市民致電999求助，因而進入商場調查。其後表示有責任維持商場有序營運及場內安全，因而決定在晚上8時提早關閉商場，對商戶晚上無法繼續營業而深表遺憾，對訪客及租戶造成不便致歉。
警方發新聞稿表示，任何出席公眾活動的人士如抱有共同聚集目的，均屬群組聚集，而多於4人參與，所有參與者均屬違例。強調絕不容忍任何違法行為。

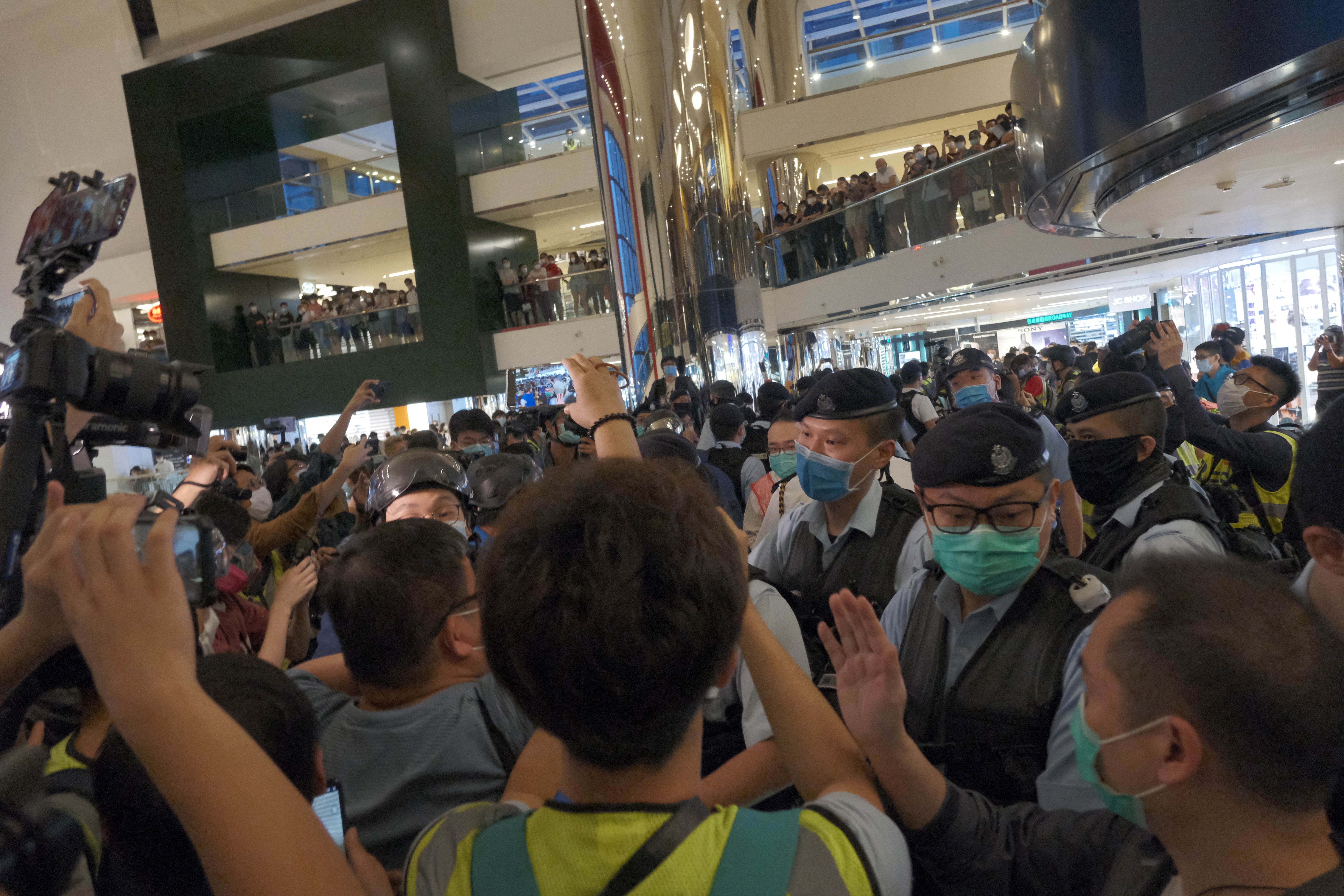
大批軍裝警員進入商場，引起市民不滿
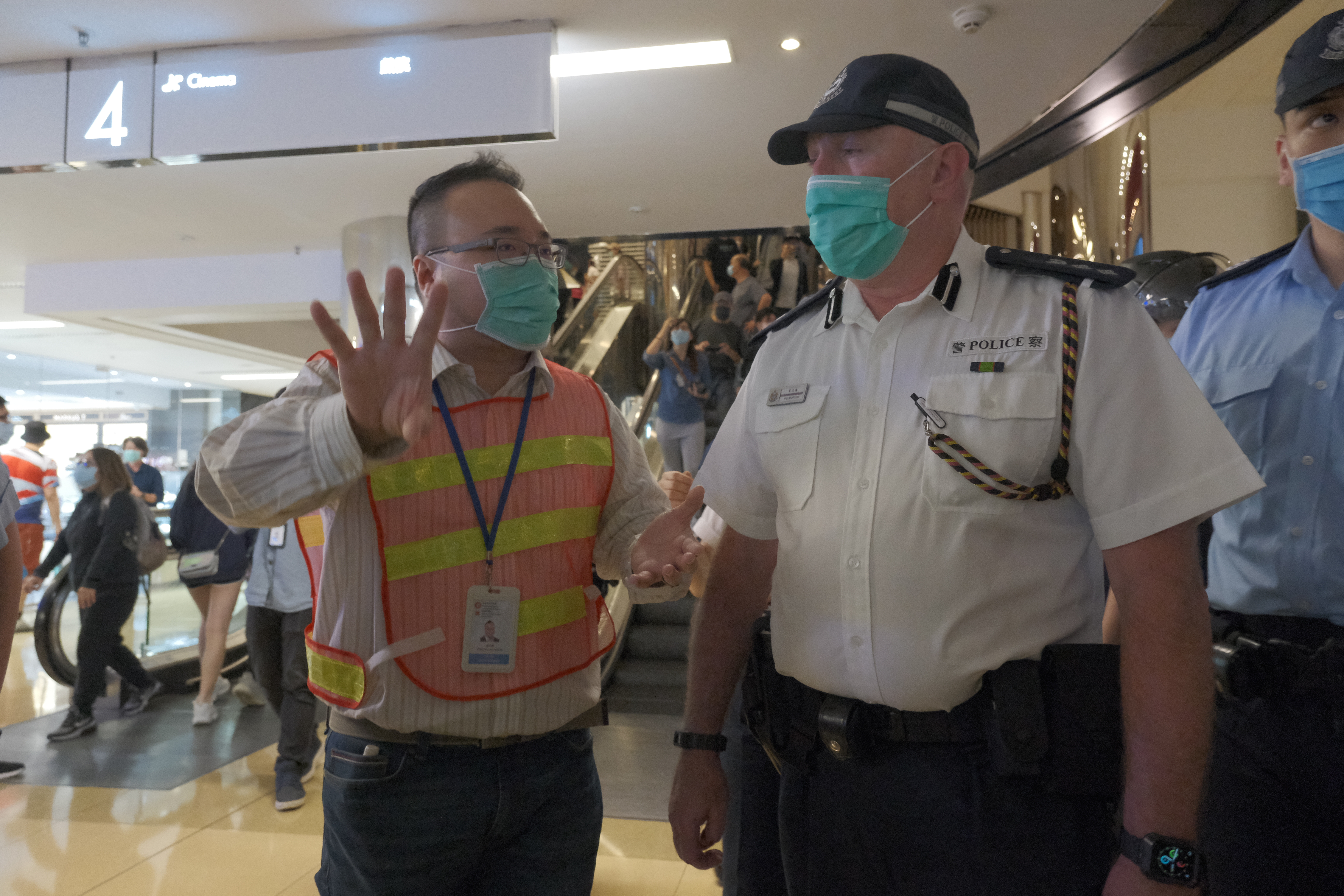
區議員趙家賢要求東區指揮官韋志達不要驅趕人群
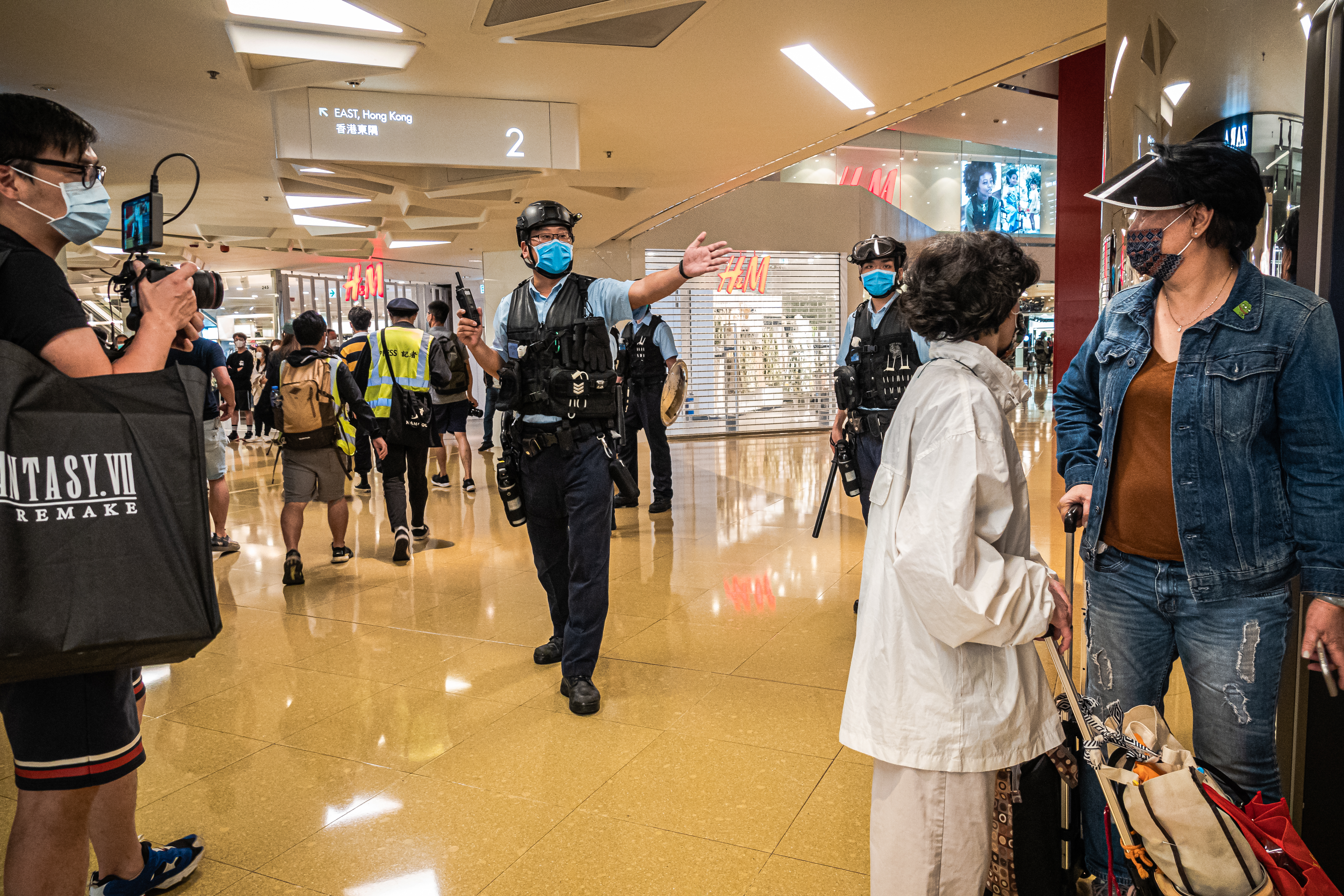
軍裝警員要求商場內的市民離開
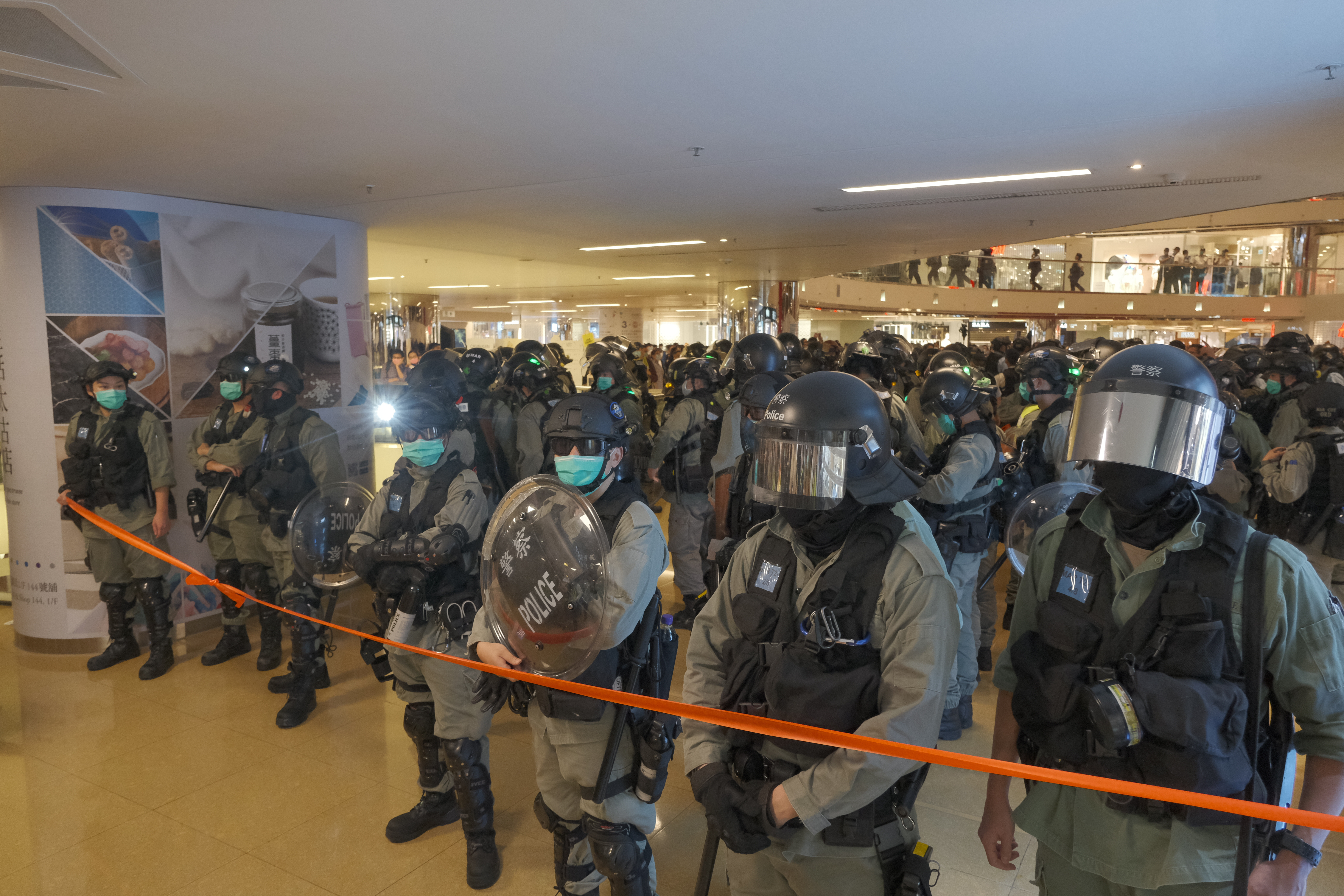
大批防暴警員在商場2樓
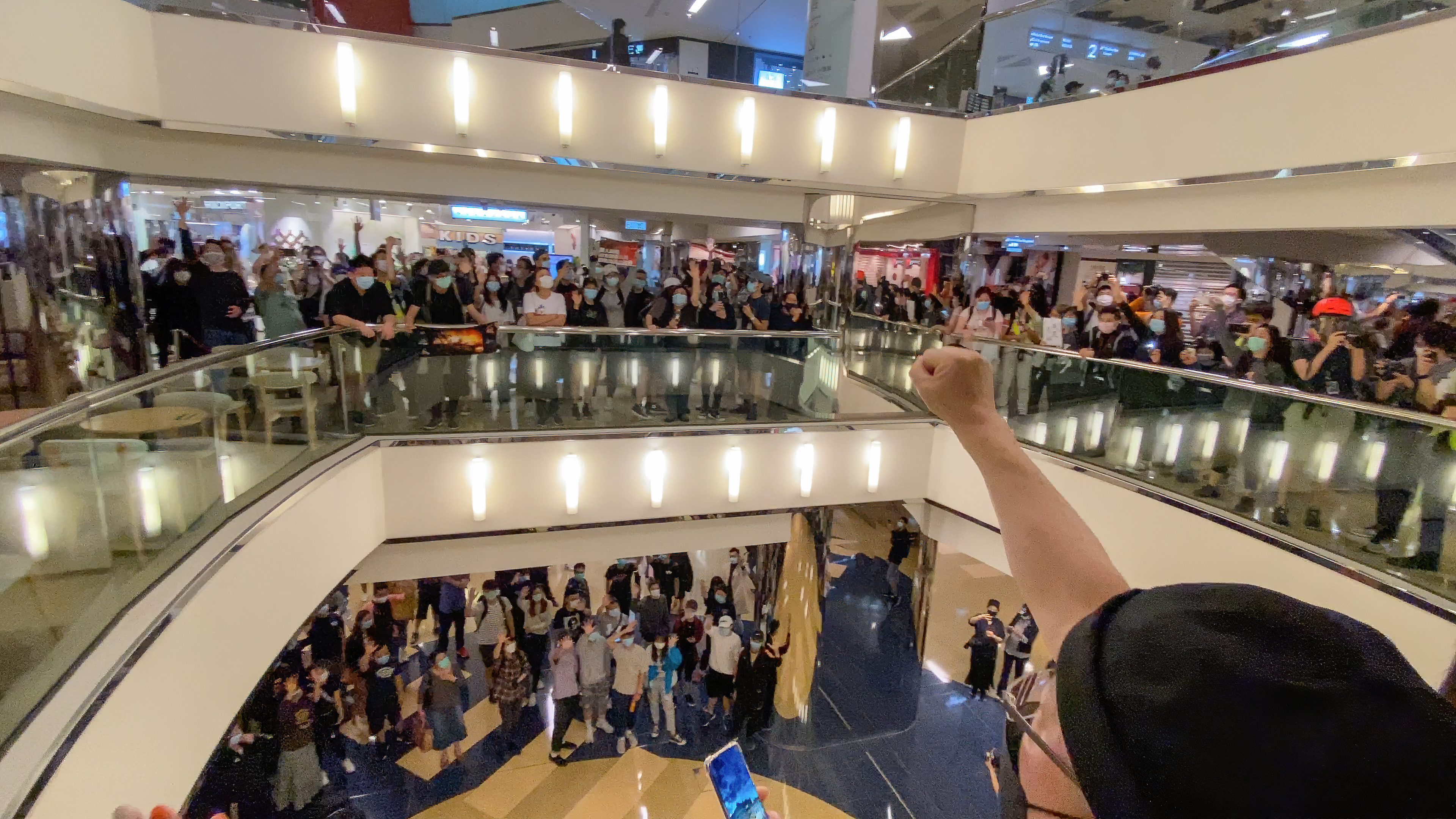
部分市民在1樓逗留

### 5.10「和你唱」 警方檢控一家三口收告票

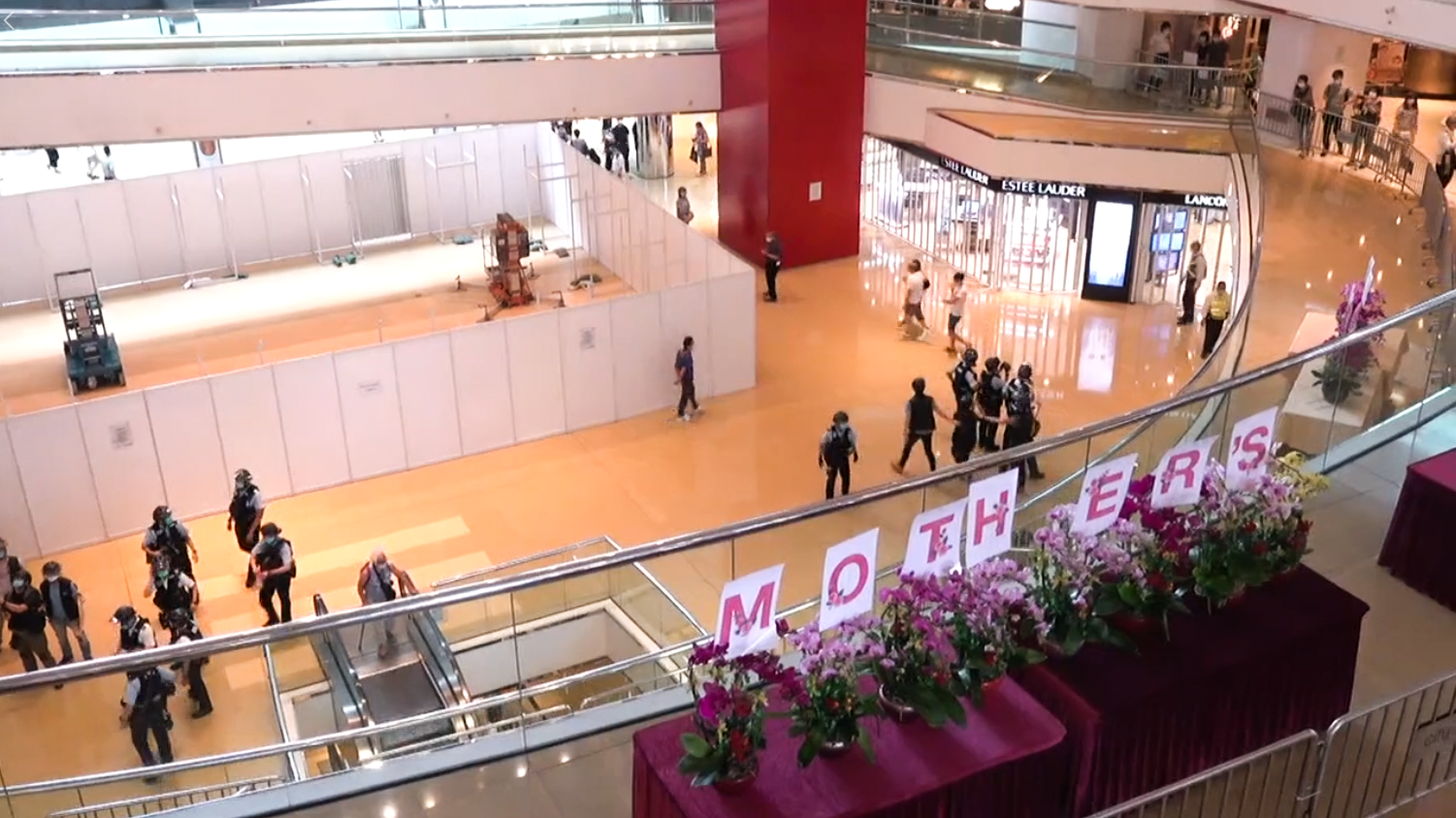
軍裝警員從二期方向到一期驅趕市民。而商場中庭加設了圍欄，並擺放了不少巨型盆栽。

2020年5月10日，有近50名市民在一期中庭參與「和你唱」。到下午3時，東區指揮官韋志達聯同約50名軍裝警員，從5樓英皇道入口進入商場，並用膠帶拉起封鎖線，阻止市民進入商場4樓。警員一度離開商場，之後有部分警員從二期方向折返到一期，驅趕及票控商場內的市民。有一家三口慶祝母親節到商場期間，突然被警方直接票控。該名市民拍攝被票控的過程時，更被警方恐嚇加控阻差辦工。市民批評限聚令無所適從。而商場中庭加設了圍欄，並擺放了不少巨型盆栽，用英文寫上「母親節快樂」字眼。當區區議員趙家賢表示至少4名市民接獲警方告票，批評警方檢控不合邏輯。

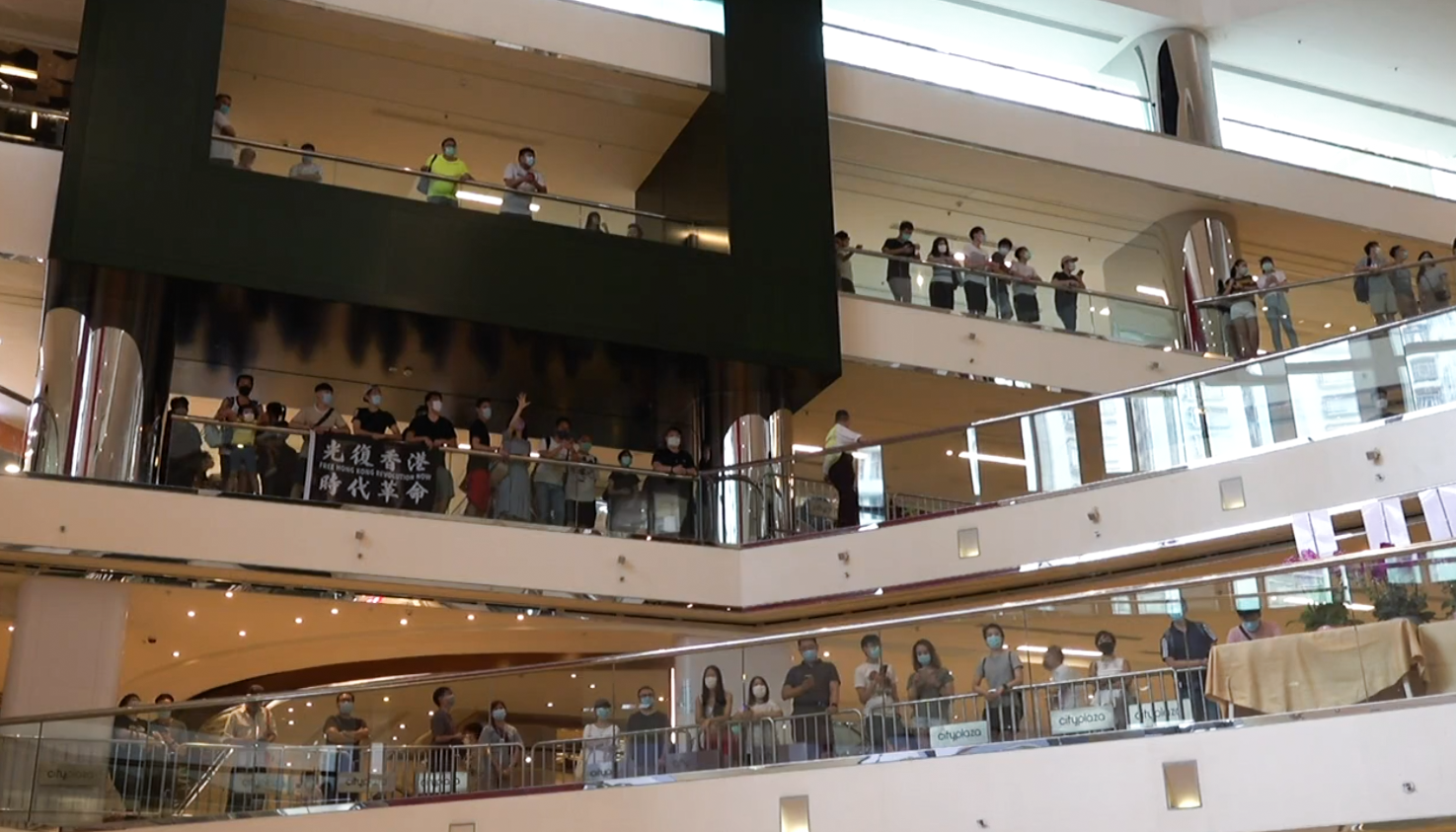
近50名市民在一期中庭參與「和你唱」
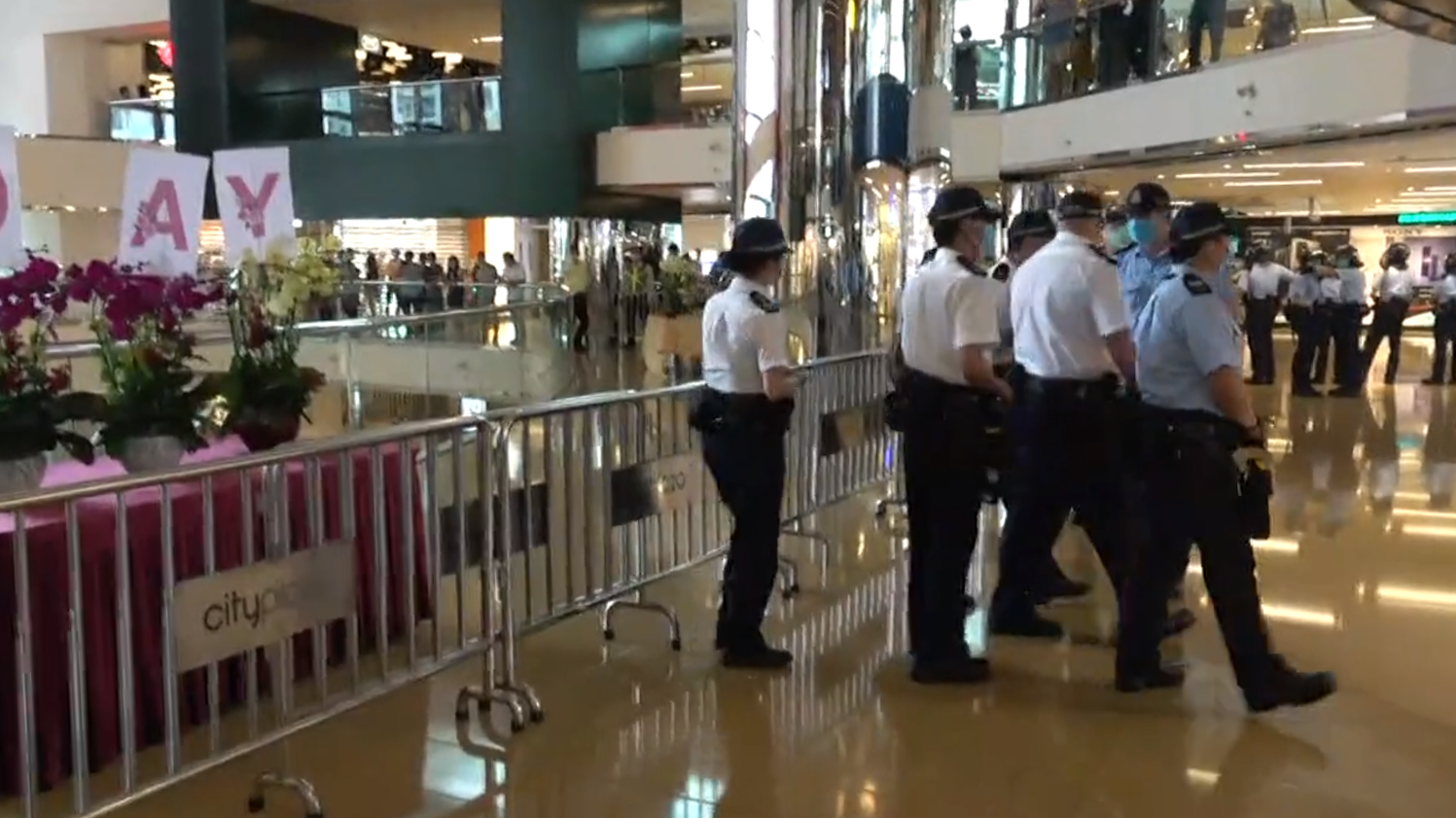
軍裝警員在商場4樓
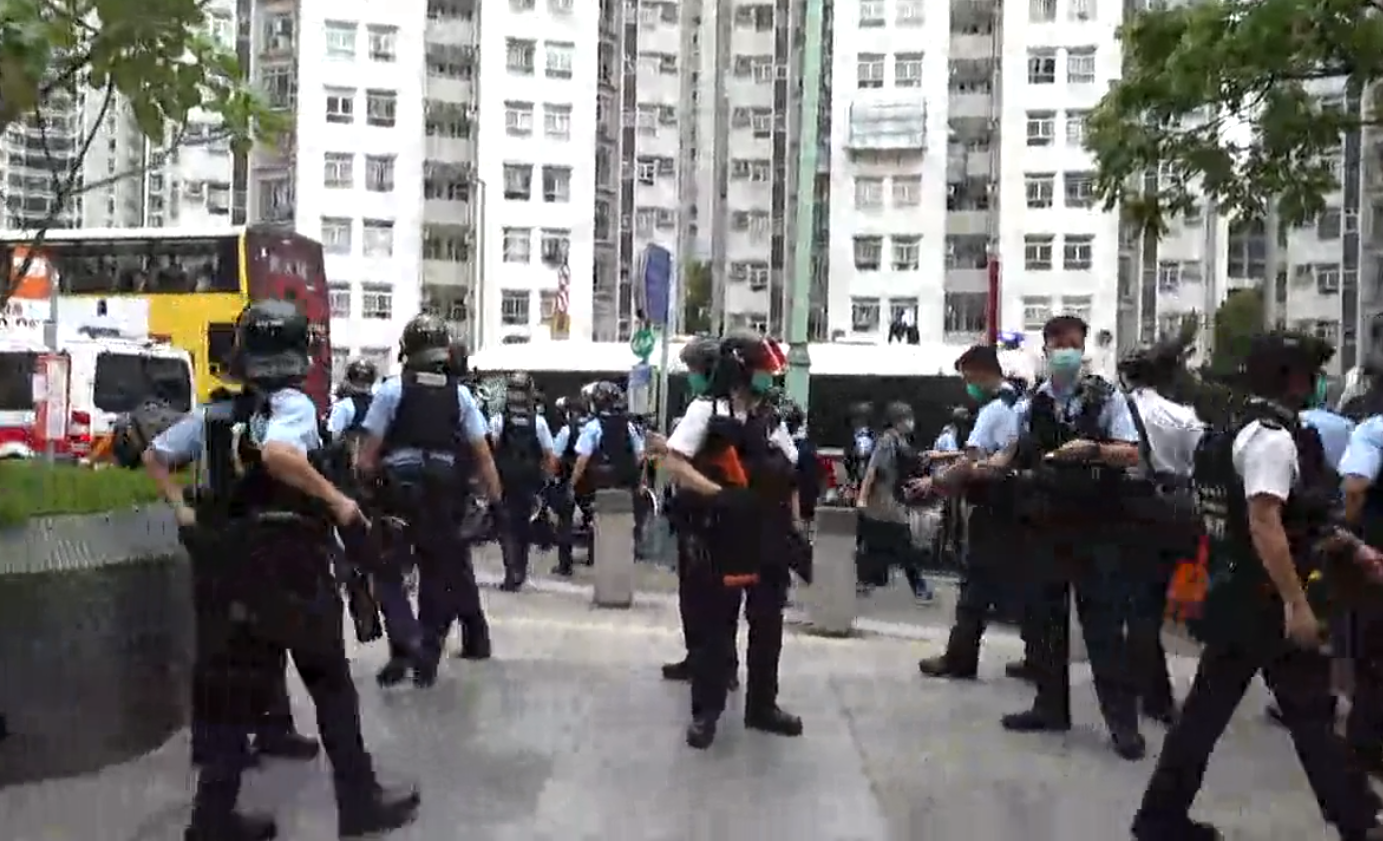
警員一度離開商場，返回英皇道
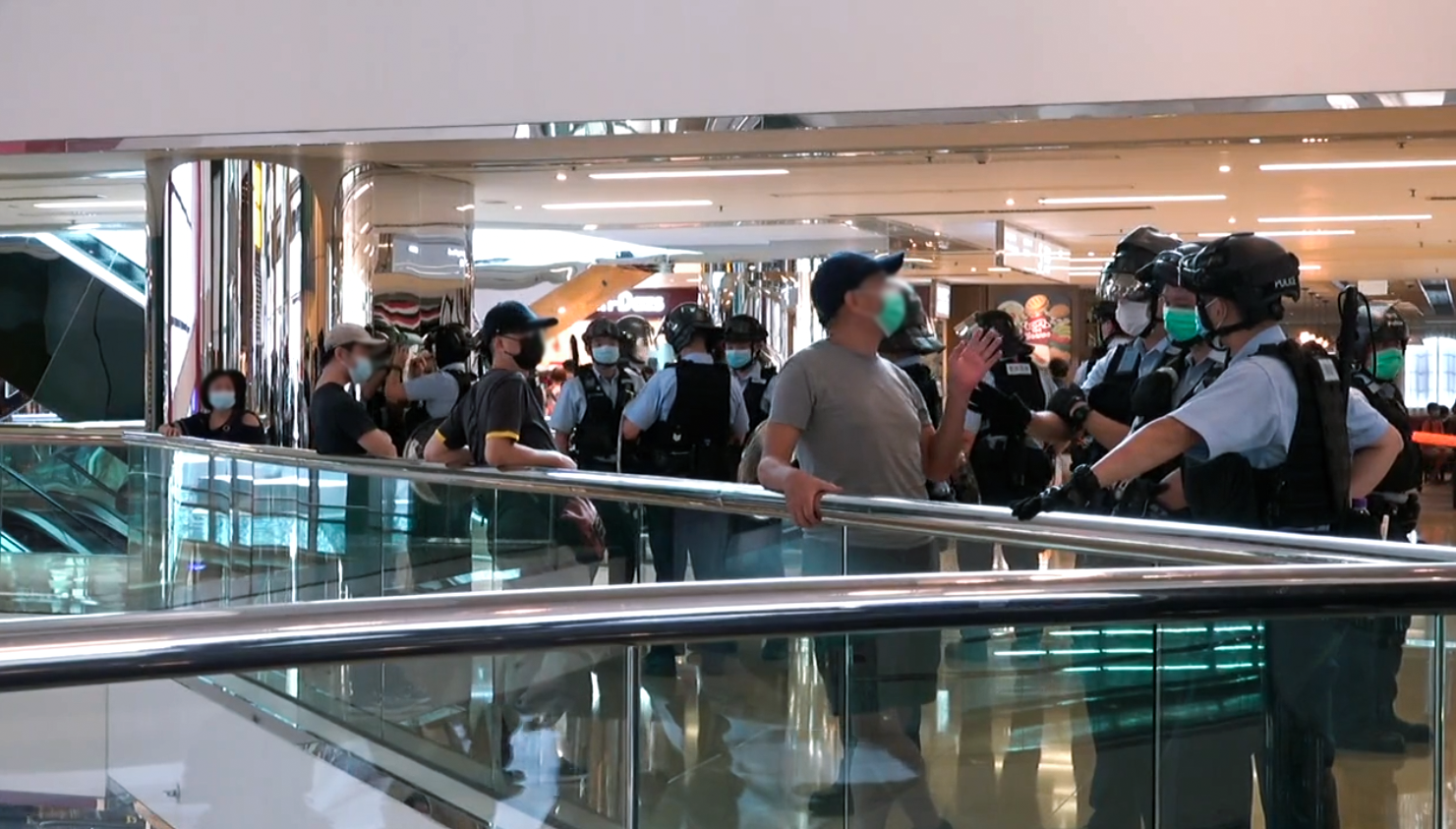
5樓有一家三口被檢控

## 鄰近商場與百貨公司
- AEON
- 康怡廣場